# Ligne 4 du métro de Paris
Vous lisez un « bon article » labellisé en 2008.  Il fait partie d'un « bon thème ».
La ligne 4 du métro de Paris est l'une des seize lignes du réseau métropolitain de Paris. Longtemps cantonnée aux limites de la capitale pendant plus d’un siècle depuis son ouverture, elle s’étend désormais du terminus nord Porte de Clignancourt au terminus sud Bagneux - Lucie Aubrac, traversant le cœur de Paris. Elle se distingue comme la seule ligne en correspondance avec toutes les autres lignes de métro (à l’exception des courtes lignes de rabattement 3 bis et 7 bis) ainsi qu’avec l’ensemble des lignes du RER. Elle demeure l’une des lignes les plus fréquentées du réseau, surpassée uniquement par la ligne 1, avec 161,04 millions de voyageurs enregistré en 2024.
Première ligne à relier la rive droite à la rive gauche de la Seine via une traversée sous-fluviale, elle a nécessité des travaux spectaculaires entre 1905 et 1907 au centre de la capitale. Pendant des décennies, elle fut également connue pour ses températures élevées en raison des rames sur pneus MP 59, dont les moteurs puissants, combinés à un rhéostat dissipant beaucoup de chaleur, et un parcours entièrement souterrain, limitaient la dissipation thermique. Leur remplacement progressif par les MP 89, équipées d’une régulation électronique et de moteurs asynchrones au meilleur rendement, a permis d’améliorer significativement les conditions sur la ligne.
La ligne 4 a marqué une étape importante en s’étendant pour la première fois en banlieue parisienne avec un prolongement au sud, au-delà de Porte d'Orléans, jusqu’à Mairie de Montrouge le 23 mars 2013, puis jusqu’à Bagneux - Lucie Aubrac le 13 janvier 2022. Par ailleurs, son automatisation, entamée en 2016, s’est achevée à la fin de 2023. Les premières rames automatiques ont été introduites le 12 septembre 2022, et l’exploitation est devenue entièrement automatique à partir du 15 décembre 2023, consolidant ainsi son rôle dans l’évolution technologique du réseau parisien.

Plan de la ligne.

## Histoire

### Chronologie

Plan de la ligne lors de son ouverture.

- 20 avril 1896 : le conseil municipal de Paris adopte le projet de réseau de Fulgence Bienvenüe
- 30 mars 1898 : déclaration d'utilité publique des six premières lignes du « chemin de fer métropolitain »
- 1905 : lancement des travaux de la ligne
- 21 avril 1908 : mise en service de la section Porte de Clignancourt - Châtelet
- 30 octobre 1909 : mise en service de la section Raspail - Porte d'Orléans
- 9 janvier 1910 : jonction des deux sections entre Châtelet et Raspail
- octobre 1966 à octobre 1967 : conversion en ligne sur pneumatiques avec matériel MP 59
- 17 juillet 1967 : exploitation avec du matériel sur pneumatiques MP 59
- 3 octobre 1977 : déviation du tracé et nouvelle station Les Halles
- 6 août 2005 : un incendie sur une rame à Simplon intoxique légèrement dix-neuf personnes
- 23 mai 2011 : circulation du premier MP 89 (CC01)
- 21 décembre 2012 : retrait des deux derniers MP 59 (rames 6016 puis 6021)
- 23 mars 2013 : prolongement à Mairie de Montrouge
- 13 janvier 2022 : prolongement à Bagneux - Lucie Aubrac
- 12 septembre 2022 : mise en service des 4 premières navettes automatiques
- 15 décembre 2023 : automatisation totale de la ligne

### Les origines

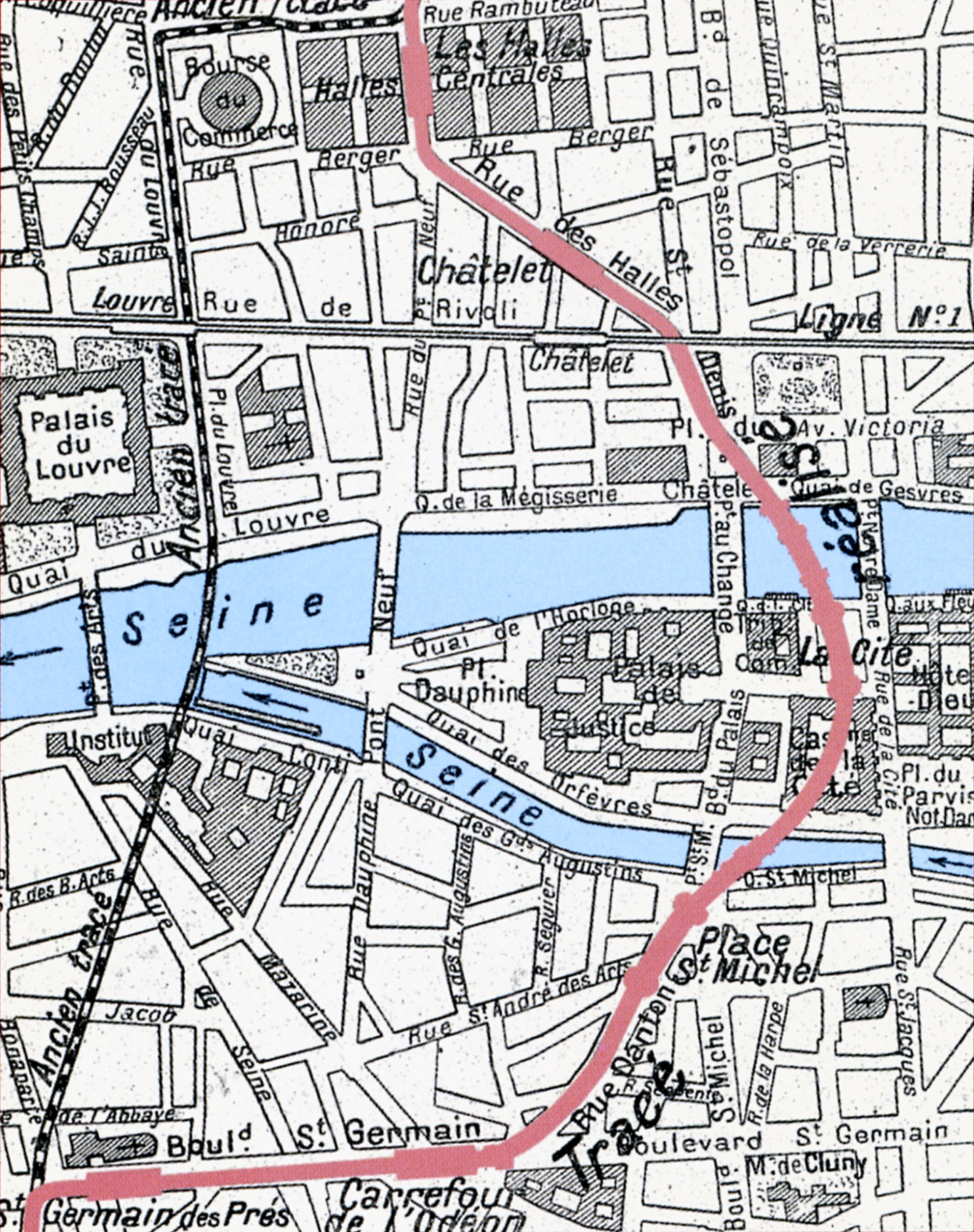
Premier tracé abandonné et nouveau tracé de la ligne 4 réalisé à travers l'île de la Cité.

La ligne 4, ouverte en 1908 est la dernière ligne de la concession initiale de la Compagnie du chemin de fer métropolitain de Paris et la première à traverser la Seine de manière souterraine (la ligne 5, actuelle ligne 6, la traverse sur le viaduc de Passy, rebaptisé plus tard pont de Bir-Hakeim, à partir de 1906). Le tracé fait l'objet de longs débats qui retardent d'autant la mise en chantier du tunnel. Celui prévu à l'origine, rectiligne, passe sous la rue du Louvre, traverse la Seine dans l'axe de cette rue, passe sous l'Institut de France et rejoint directement la rue de Rennes pour obliquer ensuite sous le boulevard Raspail et rejoindre la porte d'Orléans.
Mais compte tenu du report de la mise en chantier du prolongement de la rue de Rennes jusqu'à la Seine - qui n'a finalement jamais été réalisé - et de l’opposition catégorique des académiciens qui refusent le passage de la ligne sous l'Institut de France, le tracé est finalement modifié vers l'est par le boulevard Saint-Germain, la place Saint-Michel et l'île de la Cité. Ce nouveau tracé possède également plus de cohérence pour un axe nord-sud, suivant les grands courants de circulation parisiens. Une seconde modification du tracé est retenue : la déviation temporaire par la gare Montparnasse est décidée afin de ne pas entraîner un nouveau retard pour cette ligne très attendue par les Parisiens. Elle est rendue nécessaire par le retard du percement du boulevard Raspail entre la rue de Rennes et le boulevard du Montparnasse. Une fois le boulevard Raspail percé dans son intégralité, il est prévu de couper au plus court sous celui-ci et ne plus desservir la gare Montparnasse. On peut d'ailleurs remarquer au sud de la station Vavin que le tunnel est prévu pour le passage final par le boulevard Raspail. Mais l'intérêt majeur de la desserte de trois grandes gares parisiennes par la ligne fait plus tard abandonner ce choix.

### Un chantier spectaculaire

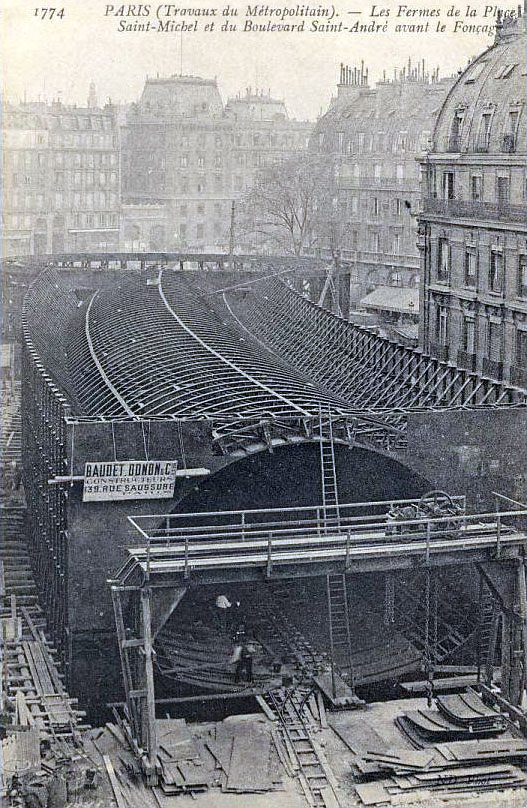
Les fermes de la place Saint-Michel et du boulevard Saint-André avant le fonçage.

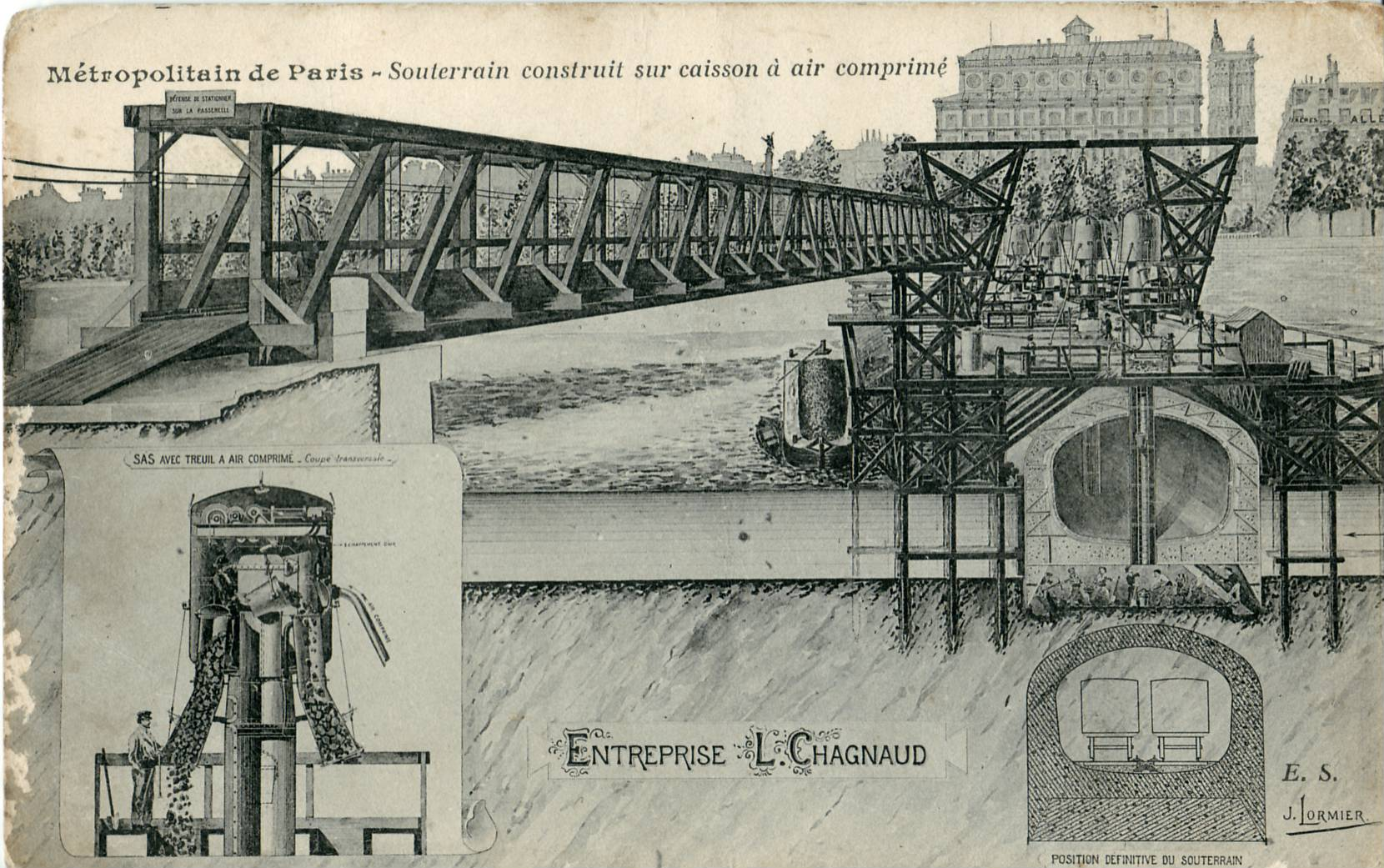
Carte postale expliquant le chantier de la traversée sous-fluviale de la Seine par la méthode des caissons foncés sous pression d'air.

Le chantier, réalisé par l'entreprise de Léon Chagnaud, ancien maçon de la Creuse, peut enfin être lancé en 1905, et la ligne 4 devient la première à franchir la Seine en souterrain. La méthode retenue de traversée sous-fluviale est celle de caissons métalliques de vingt à quarante mètres de longueur montés sur les berges et foncés verticalement dans le lit du fleuve. Les extrémités des caissons sont obstruées, puis ceux-ci sont remorqués à leur emplacement avant d'être lestés d'eau et coulés dans le lit du fleuve. Au niveau inférieur de ces caissons, une chambre de travail emplie d'air sous pression accueille le travail des ouvriers. Le caisson s'enfonce au fur et à mesure du dégagement du sol jusqu'à sa position définitive. Le grand bras nécessite l'emploi de trois caissons, le petit bras, deux caissons.

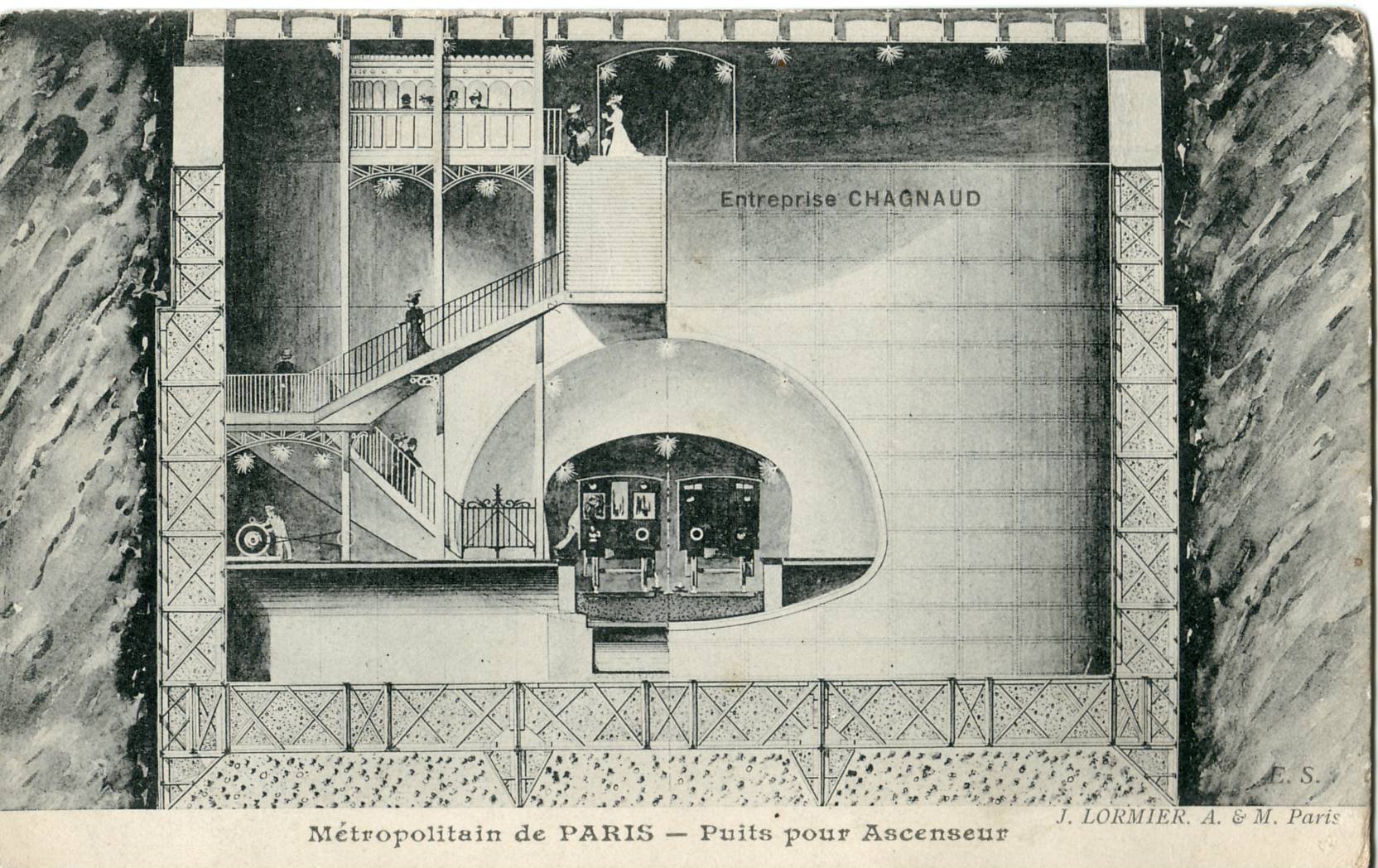
Coupe d'une station sur puits vertical, comme Cité ou Saint-Michel.

Le passage de la Seine est aussi marqué par l'utilisation de la congélation du sol trop humide entre la station Saint-Michel et la Seine, sous la voie du chemin de fer de la Compagnie du Paris-Orléans (aujourd'hui RER C) en 1908 et 1909. L'installation de deux usines frigorifiques permit la circulation de saumure refroidie à −25 °C dans plusieurs dizaines de tubes pour stabiliser le terrain.
Le tronçon nord est le premier achevé : il est ouvert le 21 avril 1908 de Porte de Clignancourt à Châtelet. Le tronçon sud est ouvert le 30 octobre 1909 de Porte d'Orléans à Raspail. La jonction entre les deux tronçons est réalisée le 9 janvier 1910. Pourtant, cette ligne si attendue est fermée au trafic quelques jours plus tard : en janvier 1910, le niveau de la Seine dépasse sa cote d'alerte, avant de provoquer la plus grave inondation du siècle. Le matin du 24 janvier 1910, d'importantes infiltrations d'eau à la traversée de la Seine font interrompre le service entre Châtelet et Vavin ; le service est néanmoins repris dans la journée. Mais les infiltrations devenant de plus en plus inquiétantes, le trafic est à nouveau interrompu dans l'après-midi. Le 26, l'eau noie complètement la station Châtelet et la traversée sous-fluviale, avant de remonter lentement le tunnel. Dans la nuit du 27 au 28, elle atteint Réaumur puis Gare de l'Est : la ligne est alors réduite à son exploitation minimale : de Clignancourt à Gare du Nord et de Vavin à Porte d'Orléans. La décrue durant le mois de février permet une reprise progressive de l'exploitation ; il faut néanmoins attendre le 6 avril pour voir la ligne rouverte dans son intégralité après réparation des nombreux dégâts causés à l'infrastructure.

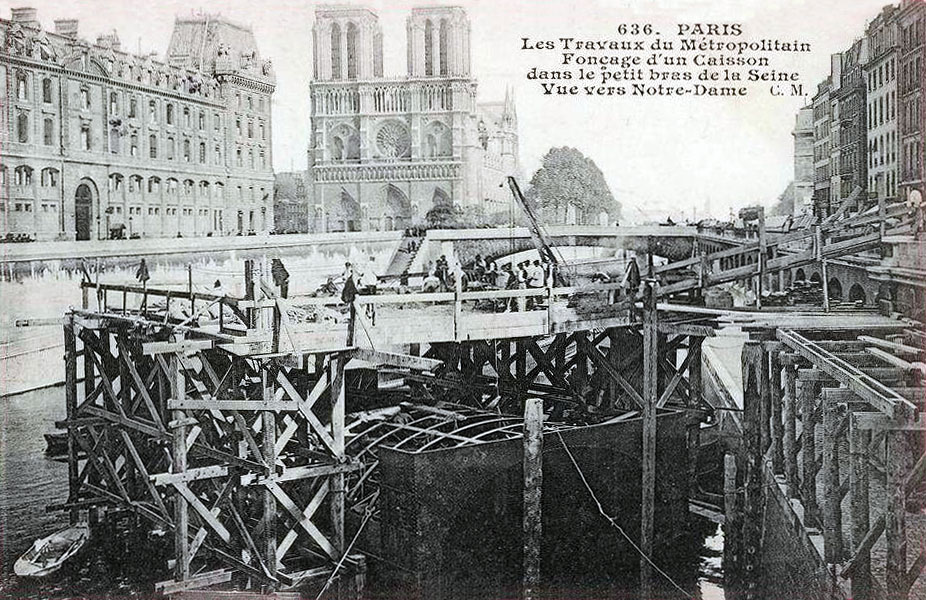
Fonçage d'un caisson dans le petit bras de la Seine en 1906.
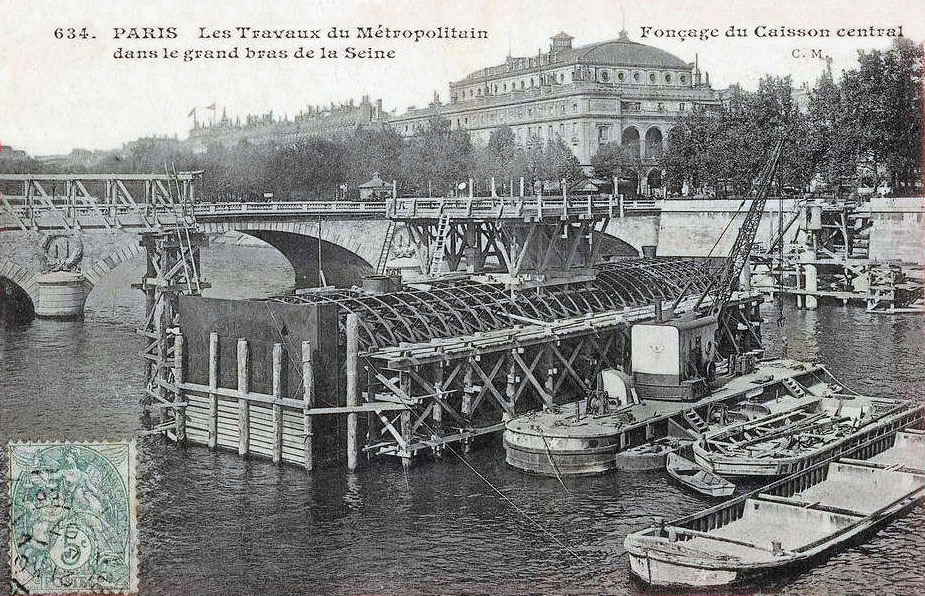
Fonçage du caisson central dans le grand bras de la Seine.
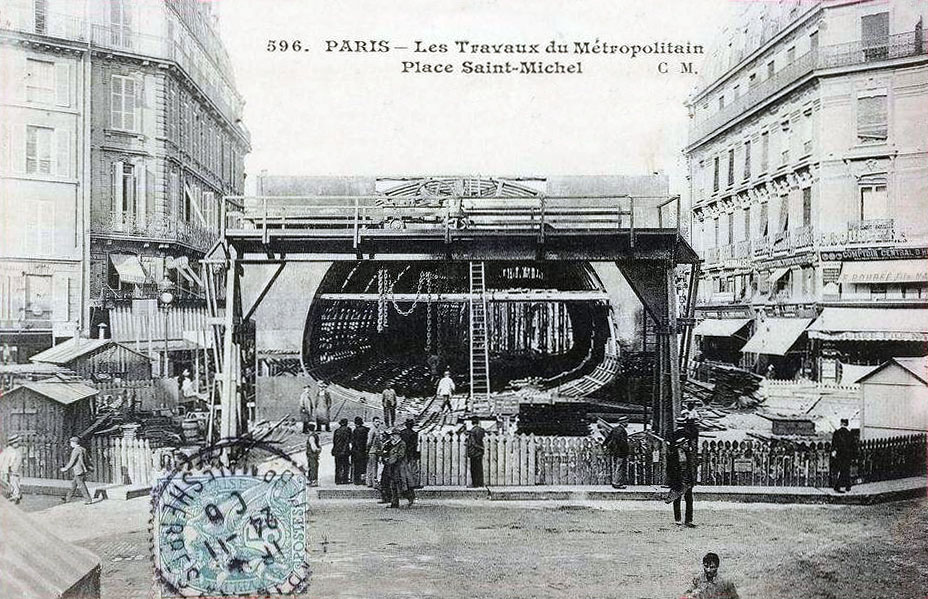
Fonçage de la station Saint-Michel.

Durant les années 1930, la ligne 4 est le cadre d'un drame durant une période politiquement troublée : le 27 juillet 1934, un paquet abandonné dans une voiture est emporté par un contrôleur dans le bureau du chef surveillant, situé sur un des quais de la station Montparnasse. Le paquet explose et tue ce dernier, blesse l'autre agent ainsi que quatre voyageurs. Les auteurs de l'attentat ne sont pas retrouvés.
Durant la Seconde Guerre mondiale, le plus violent bombardement que subit Paris dans la nuit du 20 au 21 avril 1944 vise la gare de marchandises de la Chapelle et l'atelier central du réseau routier, rue Championnet. La voûte de la station Simplon est atteinte par une bombe et s'effondre sur les voies et quais. Des réparations hâtives permettent de remettre en service la ligne quelques jours plus tard.

### Le métro sur pneus et la déviation de la ligne

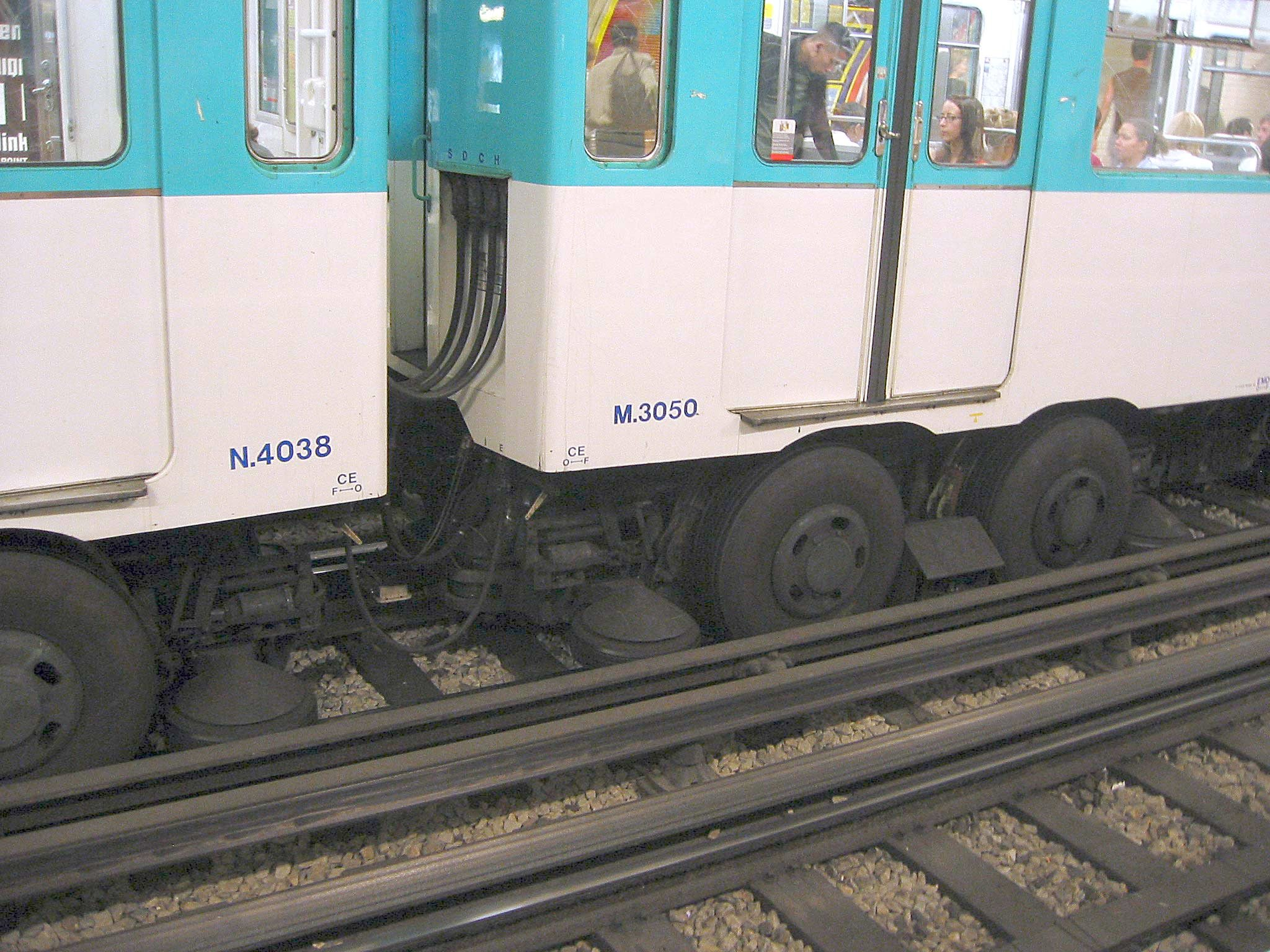
Matériel sur pneus MP 59.

L'expérimentation du métro sur pneumatiques sur la ligne 11 à partir de 1956 donne satisfaction à la RATP. Celle-ci décide donc d'équiper en priorité les lignes 1 et 4 pour le roulement sur pneus, qui permet d'augmenter la capacité des lignes par de meilleures accélérations et décélérations du matériel grâce à une adhérence bien supérieure.
Au début des années 1960, ces deux lignes sont les deux plus chargées du réseau, atteignant aux heures de pointes un niveau de fréquentation critique (140 % de charge à la pointe du soir). Cependant, cette seule évolution étant insuffisante pour résorber cette saturation, la longueur des stations est allongée de soixante-quinze à quatre-vingt-dix mètres, ce qui permet de porter les compositions de cinq à six voitures par rame. Ces travaux sont menés très rapidement, et dès le mois d'octobre 1965, des trains sur fer de six voitures parcourent la ligne, grâce à l'ajout d'une motrice M2 supplémentaire par rame. Le 3 octobre 1966, le premier train sur pneus MP 59 roule sur la ligne ; ce matériel est identique sur les lignes 1 et 4, en composition à quatre motrices et deux remorques par rame. Le parc MP 59 comporte alors 556 voitures, soit 376 motrices et 180 remorques. Le 17 juillet 1967, le dernier train fer quitte la ligne, ce qui permet de renforcer le service d'autres lignes et de réformer une centaine de voitures construites avant 1914. En février 1971, la ligne 4 est la seconde du réseau après la ligne 11 à être équipée d'une grecque pour le pilotage automatique électronique.
Depuis lors, un seul changement a eu lieu début octobre 1977 avec la déviation de la ligne et le déplacement de la station Les Halles. Réalisé à ciel ouvert lors des immenses travaux du complexe des Halles, le déplacement de la station légèrement vers l'est permet de la rapprocher de la gare RER de Châtelet - Les Halles afin de faciliter les correspondances. Pour cela trois-cent-trente mètres de tunnel sont construits pour rejoindre l'ancien tracé. Le basculement s'opère en trois nuits consécutives du 30 septembre 1977 à 22 heures au lundi 3 octobre au début du service. La première nuit, la voie 2 nouvelle est raccordée, la seconde nuit, la voie 1 est préparée, la dernière nuit, la voie 1 est raccordée. Ainsi, l'exploitation durant ce week-end particulier provoque une situation insolite : les voyageurs sur la voie 1 arrivent dans l'ancienne station, ceux de la voie 2 dans la nouvelle station, sans forcément se rendre compte que le tracé venait d'être modifié.
Le 6 août 2005 à 16 h 42, un incendie sur une rame à Simplon dû au dysfonctionnement d'un bogie provoque l'évacuation de deux rames MP 59 et intoxique légèrement dix-neuf personnes. Le feu est maîtrisé par les pompiers aux alentours de 18 h.

### Modernisation du matériel roulant et extension en banlieue

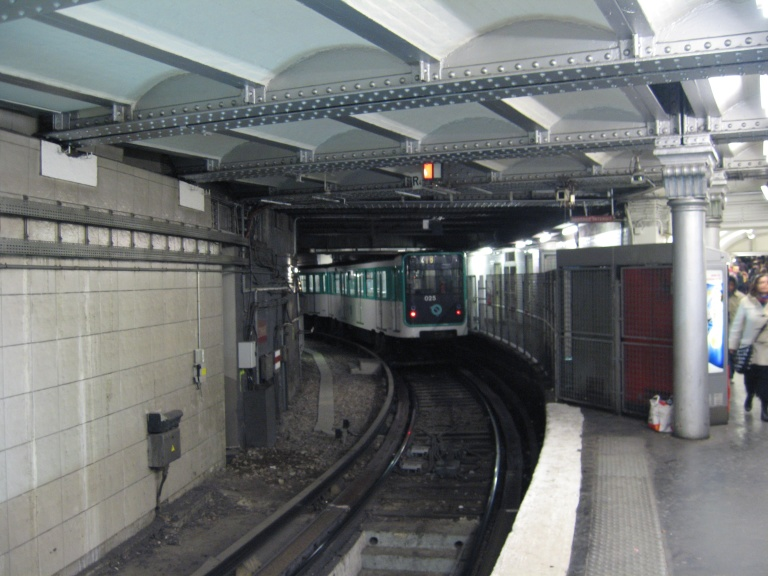
La boucle de garage de la station Porte d'Orléans en 2008.

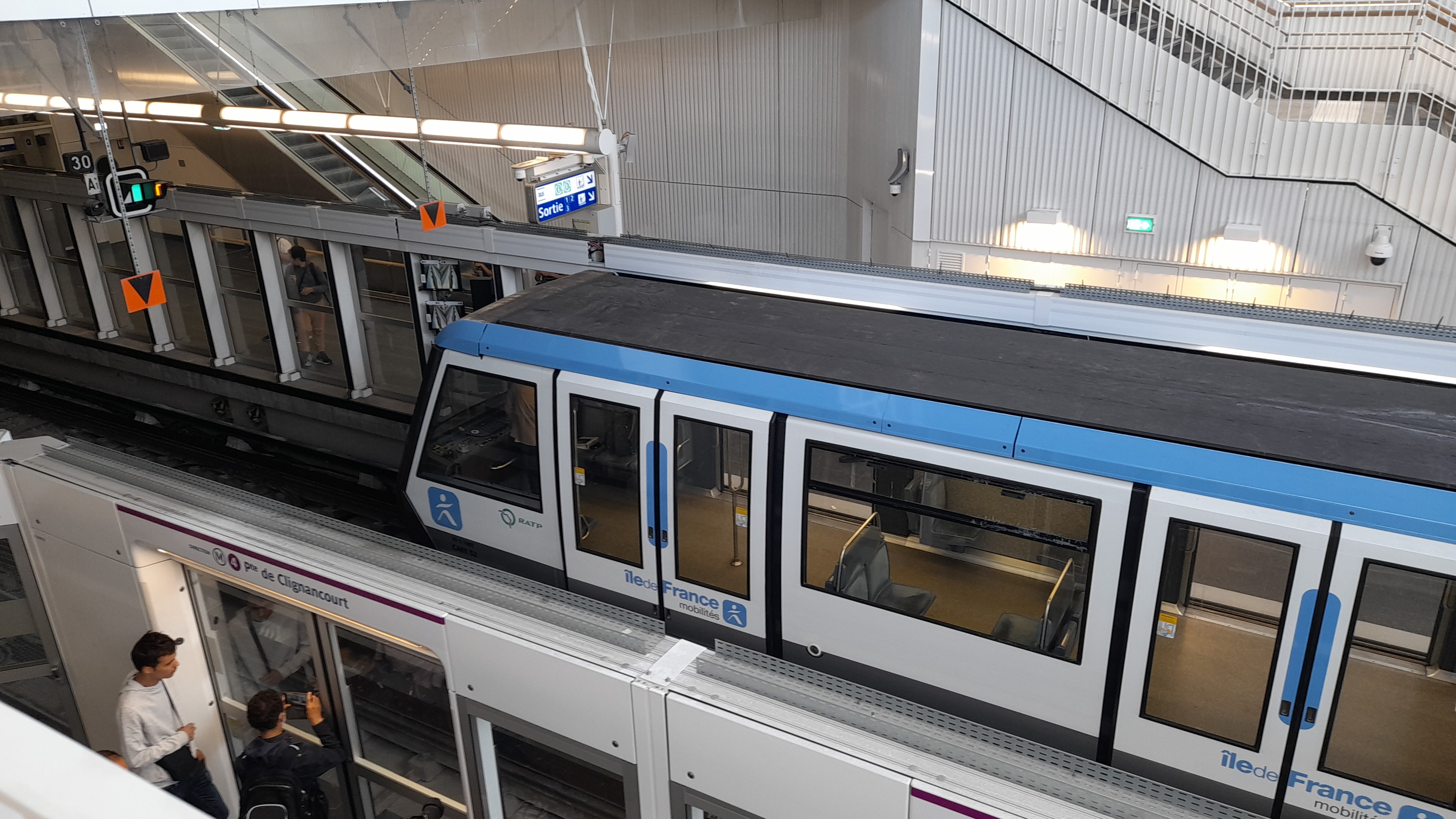
MP 89 CA à la station Bagneux - Lucie Aubrac en 2022.

Au début des années 2010, après une trentaine d'années sans changements majeurs, la ligne connaît de nouvelles évolutions : le 23 mai 2011 la première rame moderne de type MP 89 (rame CC01), provenant de la ligne 1, est mise en circulation commerciale. Ce nouveau matériel roulant remplace progressivement l'ancien matériel datant des années 1960 et voué à la réforme : le 21 décembre 2012, les dernières rames MP 59 (rames 6016 puis 6021) cessent définitivement de circuler sur la ligne, laissant ainsi place aux rames MP 89 CC, toutes en provenance de la ligne 1.
La ligne fait l'objet par ailleurs d'un prolongement au sud sur 2,6 kilomètres desservant les communes de Montrouge et Bagneux (envisagé dès 1929 plus à l'est vers le carrefour de la Vache Noire à Arcueil mais jamais réalisé). Le projet a été déclaré d'utilité publique le 15 février 2005 et les travaux ont débuté en juin 2006. Trois nouvelles stations, Mairie de Montrouge, Barbara et Bagneux - Lucie Aubrac sont réalisées: toutefois cette extension est « phasée » pour des raisons budgétaires, et commence par l'ouverture de la seule station Mairie de Montrouge en 2013 puis Barbara et Bagneux - Lucie Aubrac en 2022.

### Automatisation intégrale

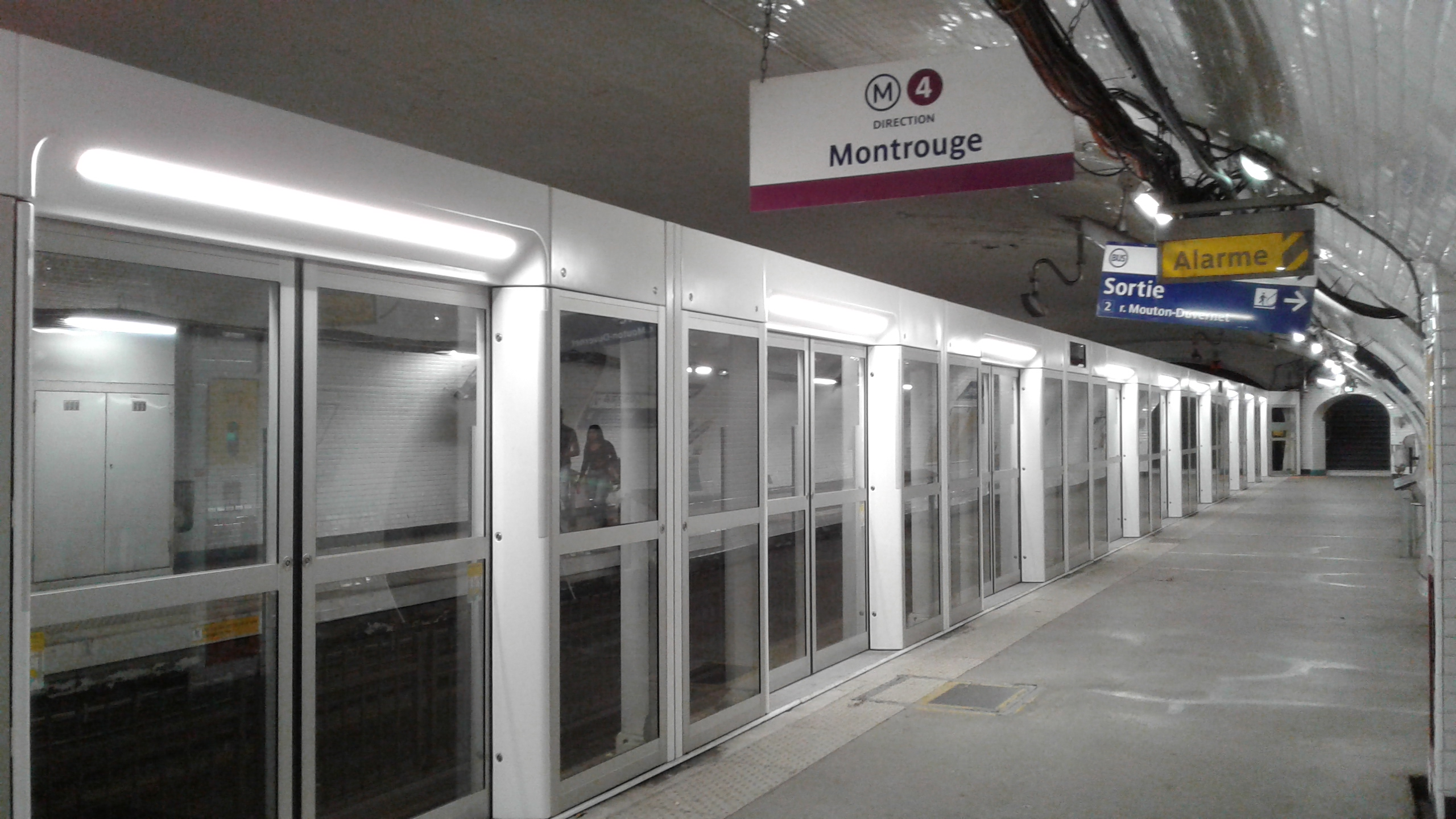
Portes palières en cours de pose à la station Mouton-Duvernet, en août 2018.

Après la mise en œuvre de l'automatisation intégrale de la ligne 1, achevée fin 2012, l'automatisation de la ligne 4 est mise à l'étude. Le projet d'automatisation est confirmé le 2 avril 2013 par Pierre Mongin, président-directeur général de la RATP. Il annonce que celle-ci pourra être mise en œuvre à partir de 2017 lorsque les rames MP 89 et MP 05 automatiques de la ligne 14 pourront être transférées sur la ligne 4 ; la ligne 14 recevra alors les nouvelles rames MP 14 de 8 voitures, pour faire face à l'augmentation de fréquentation attendue de son extension dans le cadre du Grand Paris. L'amélioration de la régularité et de la sécurité apportée par l'automatisation doit être accrue, tout comme sur la ligne 1, avec l'installation de portes palières construites par Faiveley Transport, constructeur des portes palières de la ligne 14.
Compte tenu du bilan jugé positif de l'automatisation intégrale de la ligne 1, le 10 juillet 2013, le STIF (désormais IDFM) autorise le lancement des études techniques dès 2013. L'automatisation de la ligne 4 est estimée à 256 millions d'euros, financés à hauteur de 100 millions d'euros par le STIF, le restant par la RATP, maître d'ouvrage de l'opération. Le début des travaux est annoncé pour 2014 avec un achèvement du programme à l'horizon 2022[source insuffisante],. La convention de financement est adoptée par le STIF en juin 2014.
Les travaux débutent finalement en 2016. L'installation des façades de quai et les premiers essais du système commencent lors du deuxième trimestre 2018. À cette date, il est prévu que les premières rames sans conducteur devraient circuler en 2020 et la fin de l'automatisation est prévue pour 2022. Le projet prend deux ans de retard : fin 2021, il est prévu que les premières rames automatiques circulent à l'été 2022, pour une automatisation intégrale terminée fin 2023.
Le 3 mai 2020, le nouveau poste de commande centralisé (PCC) est mis en service[source insuffisante].
Les quatre premières rames automatiques ont commencé à circuler à partir du 12 septembre 2022[source insuffisante]. D'autres navettes automatiques sont ajoutées progressivement, afin de rendre la ligne intégralement automatique. L'exploitation est assurée uniquement avec des rames automatiques depuis le 15 décembre 2023[source insuffisante]. L'inauguration de l'automatisation de la ligne a lieu un mois plus tard, le 19 janvier 2024.

## Tracé et stations

### Tracé
La longueur totale de la ligne 4 est de 14 kilomètres, entièrement souterraine,. Elle dessert 29 stations, la longueur moyenne des interstations est alors de 500 mètres. Elle est la seule en correspondance avec la totalité des lignes de métro (à l'exception des courtes antennes 3 bis et 7 bis). Avec la ligne 1, la ligne 2 et la ligne 14, elle est l'une des quatre lignes de métro à proposer au moins une correspondance avec les cinq lignes du RER.
La ligne naît au nord de Paris à la porte de Clignancourt, où se situent deux boucles terminales entre le boulevard Ney et le boulevard périphérique : une petite boucle à une seule voie de cinq cents mètres de développement utilisée pour le retournement des rames, et une grande boucle à trois voies, plus longue, qui sert au garage des trains. Une voie partiellement dédoublée relie en outre le terminus aux ateliers de Saint-Ouen qui entretiennent le matériel roulant.
La station terminale à deux voies se situe sous l'extrémité septentrionale du boulevard Ornano. La ligne se dirige sous le boulevard, dessert la station Simplon, puis passe au-dessus de la ligne 12 avant de desservir la station de correspondance avec cette dernière, Marcadet - Poissonniers. Elle se poursuit plein sud sous le boulevard Barbès en desservant au passage Château Rouge et la station de correspondance avec la ligne 2, Barbès - Rochechouart.
Après une interstation relativement longue de 685 mètres sous le boulevard de Magenta, elle se place sous la rue de Dunkerque, se raccorde aux lignes 2 et 5 et à la voie d'instruction des conducteurs de métro et dessert la station Gare du Nord. Elle oblique à nouveau vers le sud sous la rue d'Alsace en pente et dessert la station Gare de l'Est (Verdun), par une station à plancher métallique située juste sous l'ouvrage commun des lignes 5 et 7.

Plan schématique des voies du complexe de Châtelet - Les Halles.

Maintenant positionnée sous le boulevard de Strasbourg, la ligne est en alignement droit durant 1 200 mètres, à fleur de sol, et dessert successivement Château d'Eau, Strasbourg - Saint-Denis puis Réaumur - Sébastopol, passant au-dessus des lignes 8, 9 puis 3, avant d'obliquer vers le sud-ouest sous la rue de Turbigo ; elle dessert alors la station Étienne Marcel puis se place sous le complexe des Halles. La station Les Halles, déplacée en 1977, donne correspondance à trois lignes de RER. Après la station de correspondance Châtelet, la ligne plonge par une rampe de 40 ‰ sous trois lignes de métro, puis sous le grand bras de la Seine, dessert Cité, unique station parisienne située sous une île, puis franchit le petit bras de la Seine en forte rampe avant de desservir la station Saint-Michel. Ces deux dernières stations sont édifiées dans des caissons métalliques assemblés en surface et foncés dans le sol.
Dorénavant placée sous la rue Danton et la rive gauche de la Seine, la ligne 4 se dirige vers le sud-ouest, passe sous la ligne 10 à laquelle elle se raccorde par une voie en impasse qui impose un rebroussement, et dessert la station Odéon, établie sous le boulevard Saint-Germain. Elle passe alors sous le collecteur de la Bièvre, sur le tunnel de la ligne 10, et dessert Saint-Germain-des-Prés. Par une courbe de soixante-quinze mètres de rayon, elle oblique en direction du sud sous la rue de Rennes qu'elle parcourt entièrement après être repassée une nouvelle fois au-dessus de la ligne 10, puis au-dessus de la ligne 12, en desservant au passage deux stations, Saint-Sulpice et Saint-Placide.
Par une nouvelle courbe de soixante-quinze mètres de rayon, elle oblique franchement vers l'est sous le boulevard du Montparnasse et dessert la station de correspondance Montparnasse - Bienvenüe. Après une interstation de seulement 285 mètres, une des plus courtes du réseau, elle atteint Vavin et oblique sous le boulevard Raspail où se situe l'ouvrage de déviation de la ligne sous la section nord du boulevard prévue à la construction de la ligne et qui n'a jamais été mise en œuvre. Un raccordement la relie à la ligne 6 avant d'atteindre la station Raspail. Maintenant en rampe, elle passe au-dessus de la ligne 6 et dessert la station de correspondance Denfert-Rochereau. Située pour sa dernière ligne droite sous l'avenue du Général-Leclerc, elle atteint la station Mouton-Duvernet après une interstation de seulement 263 mètres, la plus courte de la ligne, puis la station Alésia avant d'atteindre Porte d'Orléans (Général Leclerc), station anciennement à trois voies et à couverture métallique située à l'extrémité sud de l'avenue. La station se poursuit par une boucle de retournement majoritairement à deux voies servant au stationnement des rames. Cette boucle a été modifiée pour le prolongement de la ligne en direction de Montrouge, qui s'effectue dans un tunnel à double voie.
La ligne passe ensuite sous le square du Serment-de-Koufra, plonge sous le boulevard périphérique de Paris, quittant ainsi Paris. Puis, elle se dirige plein sud sous l'avenue de la République à Montrouge en souterrain profond. Elle atteint Mairie de Montrouge, après une interstation de 800 m, la plus longue de la ligne avant le prolongement à Bagneux. Le tracé se poursuit ensuite par une longue ligne droite sous l'avenue de la République à Montrouge puis amorce une courbe pour se placer sous l'avenue de Verdun puis une contre-courbe pour enfin desservir la station Barbara au terme d'une interstation de 1150 m, la plus longue de la ligne. Cette station est située à la limite des communes de Montrouge et Bagneux et à proximité d'Arcueil. Après cette station, le tracé se poursuit sous l'avenue de Stalingrad tout en longeant le fort de Montrouge. La ligne oblique légèrement vers l'ouest pour passer au-dessus de la future ligne 15 et desservir le terminus Bagneux - Lucie Aubrac. Cette station est la seule de la ligne à ne pas présenter une configuration classique à deux quais latéraux. On retrouve ici un quai d'arrivée latéral et un quai central entouré de deux voies pour les départs vers Porte de Clignancourt. Le tracé se poursuit après le terminus sur 700 m avec trois voies de garage aboutissant à un petit atelier.

### Liste des stations

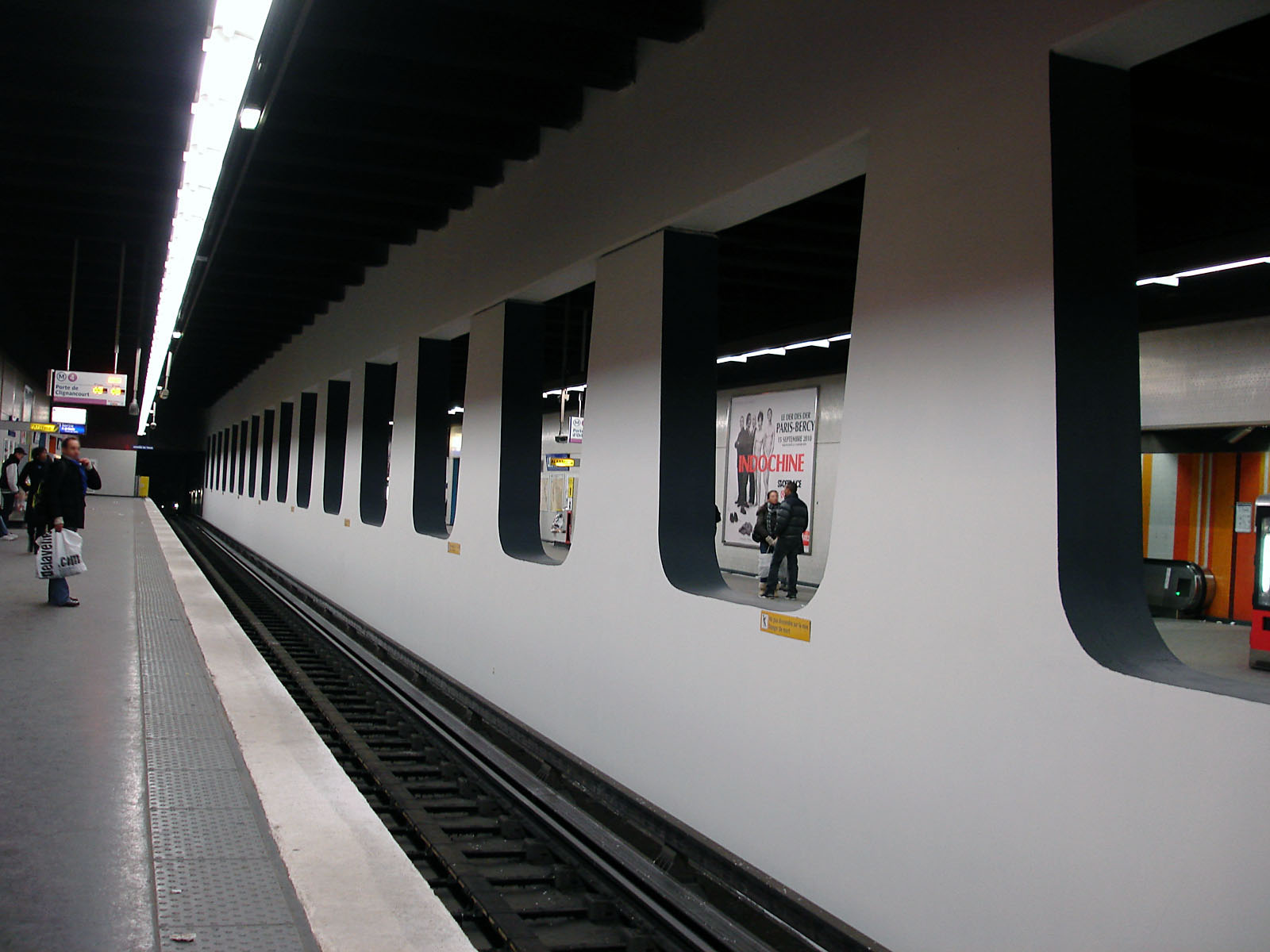
La station Les Halles et son piédroit central.

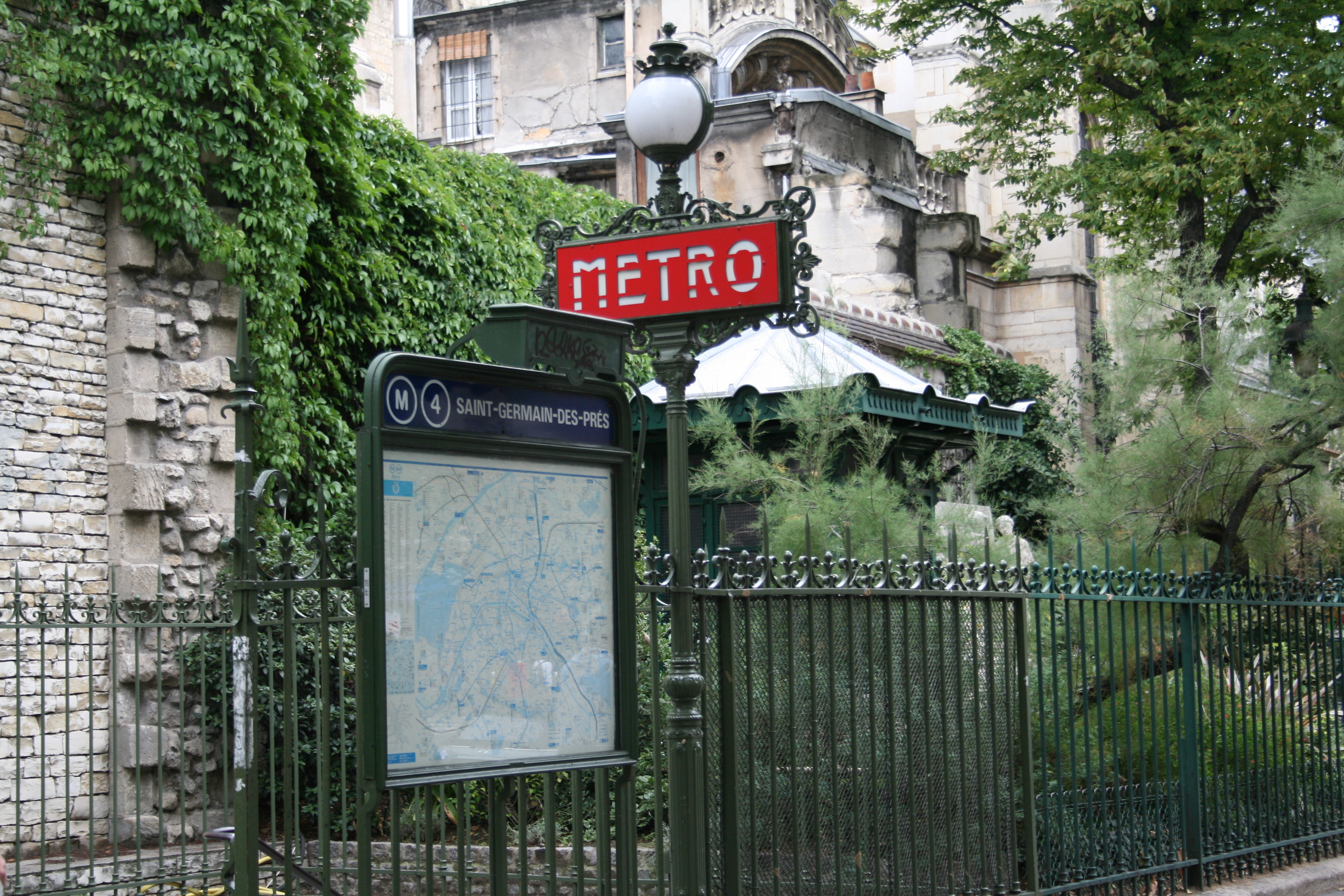
Mât de l'entrée de la station Saint-Germain-des-Prés.

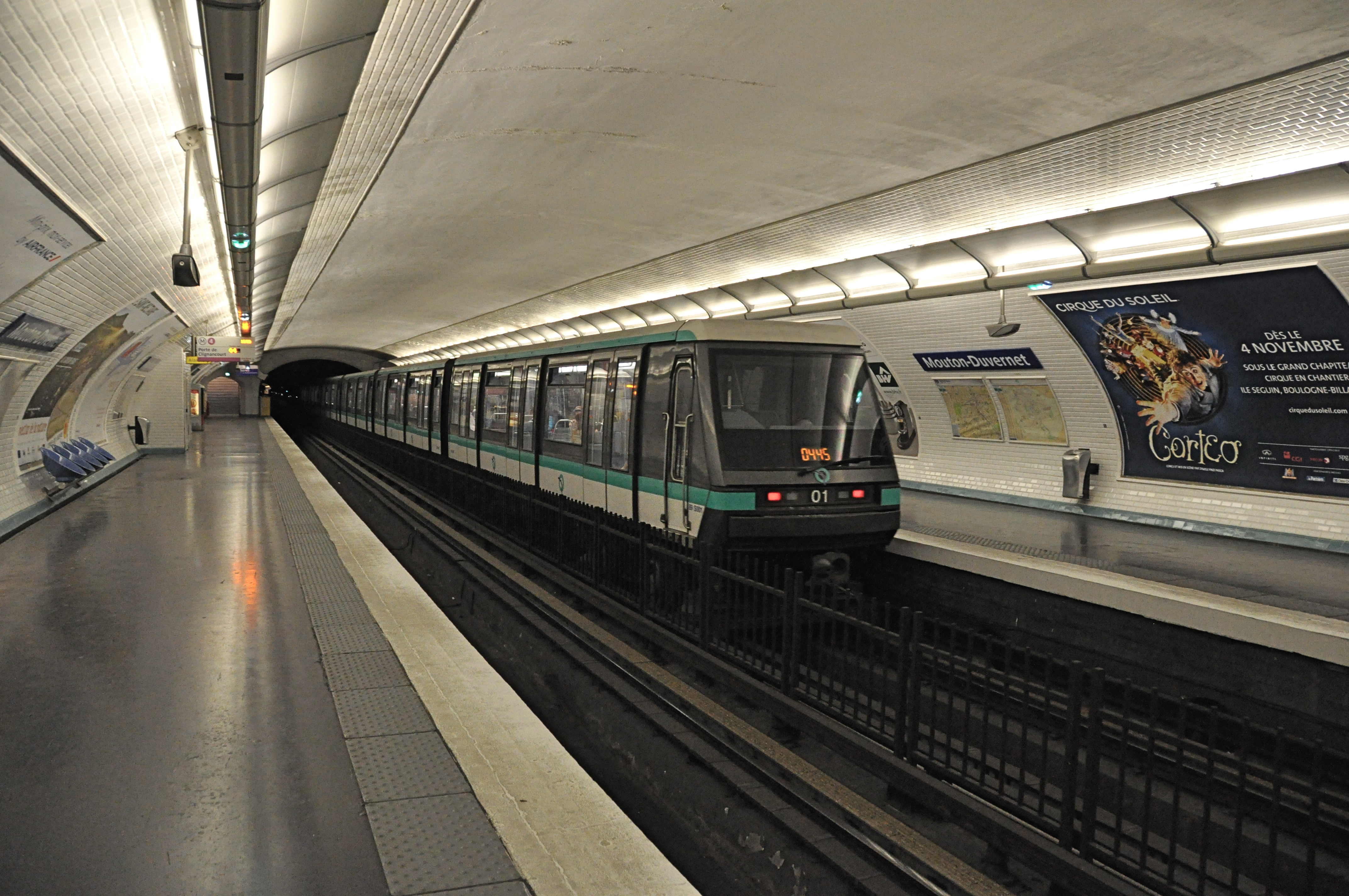
Un MP 89 CC quittant la station Mouton-Duvernet.

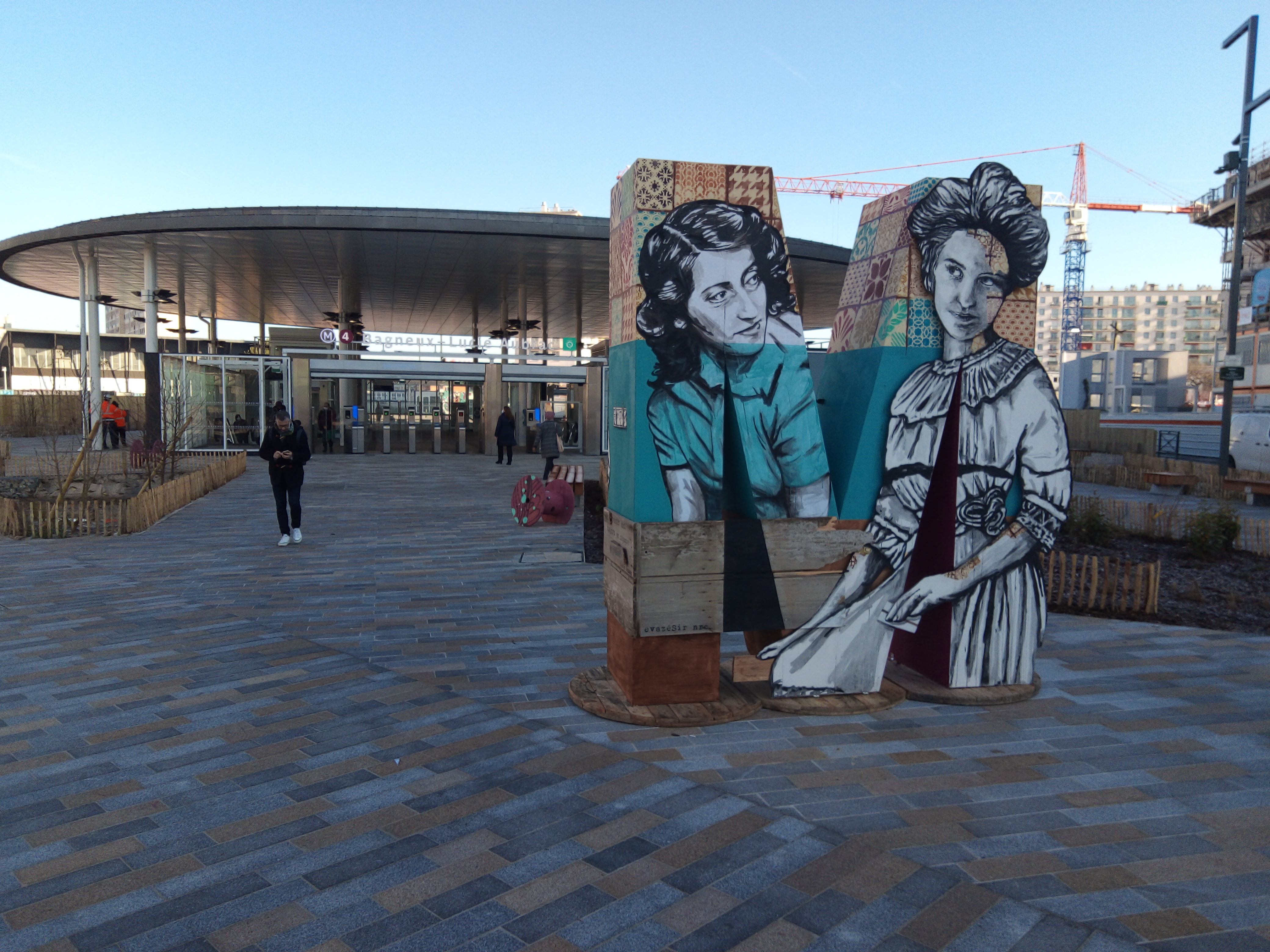
Parvis de la station Bagneux - Lucie Aubrac.

Les stations de métro de la ligne sont présentées du nord au sud :
|  |   |  | Station                                   | Coordonnées                 | Communes           | Correspondances                       |
|  | - |  | ----------------------------------------- | --------------------------- | ------------------ | ------------------------------------- |
|  | ■ |  | Porte de Clignancourt Puces de Saint-Ouen | 48° 53′ 50″ N, 2° 20′ 41″ E | 18e                | (T) · (3b)                            |
|  | • |  | Simplon                                   | 48° 53′ 41″ N, 2° 20′ 50″ E | 18e                |                                       |
|  | • |  | Marcadet - Poissonniers                   | 48° 53′ 29″ N, 2° 20′ 59″ E | 18e                | (M) · (12)                            |
|  | • |  | Château Rouge                             | 48° 53′ 14″ N, 2° 20′ 58″ E | 18e                |                                       |
|  | • |  | Barbès - Rochechouart                     | 48° 53′ 01″ N, 2° 21′ 02″ E | 9e, 10e, 18e       | (M) · (2)                             |
|  | • |  | Gare du Nord                              | 48° 52′ 49″ N, 2° 21′ 18″ E | 10e                | (Magenta) Grandes lignes (Paris-Nord) |
|  | • |  | Gare de l'Est                             | 48° 52′ 34″ N, 2° 21′ 29″ E | 10e                | Grandes lignes (Paris-Est)            |
|  | • |  | Château d'Eau                             | 48° 52′ 21″ N, 2° 21′ 21″ E | 10e                |                                       |
|  | • |  | Strasbourg - Saint-Denis                  | 48° 52′ 10″ N, 2° 21′ 15″ E | 2e, 3e, 10e        | (M) · (8) · (9)                       |
|  | • |  | Réaumur - Sébastopol                      | 48° 51′ 59″ N, 2° 21′ 09″ E | 2e, 3e             | (M) · (3)                             |
|  | • |  | Étienne Marcel                            | 48° 51′ 50″ N, 2° 20′ 57″ E | 1er, 2e            |                                       |
|  | • |  | Les Halles                                | 48° 51′ 45″ N, 2° 20′ 46″ E | 1er                | (Châtelet - Les Halles)               |
|  | • |  | Châtelet                                  | 48° 51′ 31″ N, 2° 20′ 50″ E | 1er, 4e            | (M) · (1) · (7) · (11) · (14)         |
|  | • |  | Cité                                      | 48° 51′ 21″ N, 2° 20′ 46″ E | 4e                 |                                       |
|  | • |  | Saint-Michel                              | 48° 51′ 13″ N, 2° 20′ 38″ E | 5e, 6e             | (Saint-Michel - Notre-Dame)           |
|  | • |  | Odéon                                     | 48° 51′ 08″ N, 2° 20′ 20″ E | 6e                 | (M) · (10)                            |
|  | • |  | Saint-Germain-des-Prés                    | 48° 51′ 14″ N, 2° 20′ 00″ E | 6e                 |                                       |
|  | • |  | Saint-Sulpice                             | 48° 51′ 05″ N, 2° 19′ 52″ E | 6e                 |                                       |
|  | • |  | Saint-Placide                             | 48° 50′ 49″ N, 2° 19′ 37″ E | 6e                 |                                       |
|  | • |  | Montparnasse - Bienvenüe                  | 48° 50′ 36″ N, 2° 19′ 23″ E | 6e, 14e, 15e       | Grandes lignes (Paris-Montparnasse)   |
|  | • |  | Vavin                                     | 48° 50′ 32″ N, 2° 19′ 46″ E | 6e, 14e            |                                       |
|  | • |  | Raspail                                   | 48° 50′ 20″ N, 2° 19′ 51″ E | 14e                | (M) · (6)                             |
|  | • |  | Denfert-Rochereau Colonel Rol-Tanguy      | 48° 50′ 02″ N, 2° 19′ 57″ E | 14e                | (RER) · (B) · (M) · (6)               |
|  | • |  | Mouton-Duvernet                           | 48° 49′ 56″ N, 2° 19′ 49″ E | 14e                |                                       |
|  | • |  | Alésia                                    | 48° 49′ 42″ N, 2° 19′ 37″ E | 14e                |                                       |
|  | • |  | Porte d'Orléans                           | 48° 49′ 23″ N, 2° 19′ 33″ E | 14e                | (T) · (3a)                            |
|  | • |  | Mairie de Montrouge                       | 48° 49′ 06″ N, 2° 19′ 10″ E | Montrouge          |                                       |
|  | • |  | Barbara                                   | 48° 48′ 33″ N, 2° 19′ 04″ E | Montrouge, Bagneux |                                       |
|  | ■ |  | Bagneux - Lucie Aubrac                    | 48° 48′ 10″ N, 2° 19′ 02″ E | Bagneux            |                                       |

### Intermodalité
La ligne est en correspondance avec toutes les autres lignes de métro, sauf avec les lignes 3 bis et 7 bis. Elle croise plusieurs fois les lignes 5, 6, 7 et 12. Les cinq lignes du RER sont en correspondance (lignes B, D et E à Gare du Nord, lignes A, B et D à Les Halles, lignes B et C à Saint-Michel et enfin la ligne B à Denfert-Rochereau). La ligne 4 est également en correspondance avec les lignes 3a et 3b du tramway, respectivement aux stations Porte d'Orléans et Porte de Clignancourt. Elle offre une liaison avec la gare de Paris-Nord, la gare de Paris-Est et la gare de Paris-Montparnasse.

### Stations ayant changé de nom

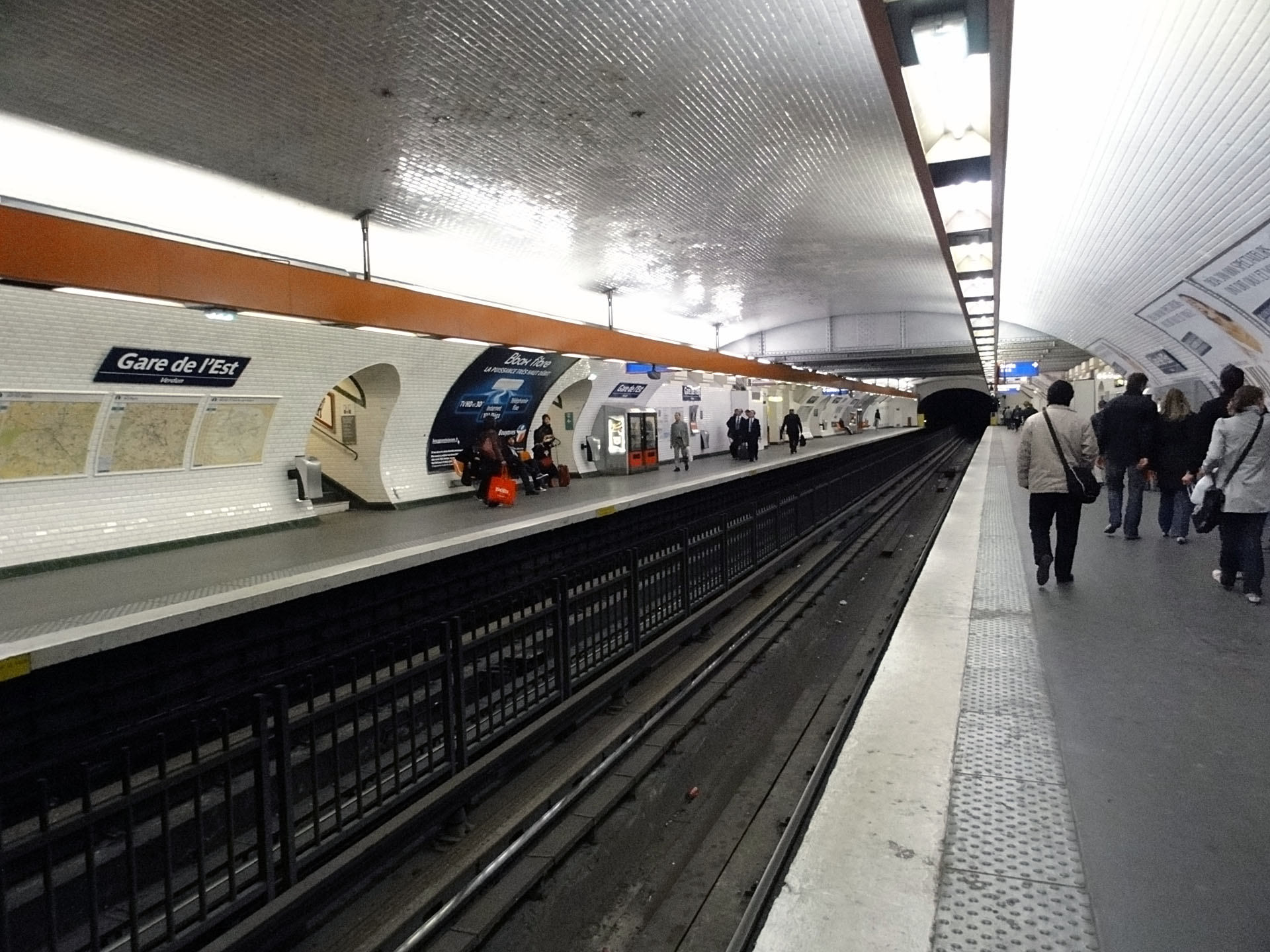
La station Gare de l'Est.

Six stations de la ligne 4 ont changé de nom au fil des années :
- Rue Saint-Denis est devenue Réaumur - Sébastopol le 15 octobre 1907 ;
- Vaugirard est devenue Saint-Placide le 15 novembre 1913 ;
- Boulevard Saint-Denis est devenue Strasbourg - Saint-Denis le 5 mai 1931 ;
- Marcadet est devenue Marcadet - Poissonniers le 25 août 1931 à la suite de la fusion avec la station Poissonniers de la ligne 12) ;
- Initialement, Montparnasse (qui desservait la gare Montparnasse) et Bienvenüe (qui s'appelait auparavant Avenue du Maine) étaient des stations séparées. Les deux stations sont réunies sous le nom de Montparnasse - Bienvenüe le 6 octobre 1942 ;
- Gare de l'Est a reçu le nom annexe Verdun le 21 juin 1953. Son nom complet est donc devenu Gare de l'Est - Verdun.

### Stations à thème ou particulières
Sept stations de la ligne possèdent une décoration culturelle thématique originale. Elles sont déposées pour la plupart en raison des travaux liés à l'automatisation.
- Barbès - Rochechouart présente dans des vitrines des documents sur l'occupation de Paris durant la Seconde Guerre mondiale, dont des extraits de journaux, des photos et une carte illustrant l'insurrection de Paris en août 1944.
- Réaumur - Sébastopol dispose d'une exposition interactive consacrée au conservatoire national des arts et métiers (CNAM) situé à proximité. Des écrans à cristaux liquides présentent des entrevues et courts-métrages sur l'enseignement du conservatoire.
- Château d'Eau possédait sur son tympan nord une fresque représentant la fontaine du Château d'eau érigée en 1811 sur la place du même nom (actuelle place de la République) à l'emplacement aujourd'hui occupé par le monument à la République.
- Odéon possède une vitrine sur le quai 2 en direction de Porte de Clignancourt consacrée à Danton. Elle expose un buste du révolutionnaire ainsi qu'une copie du décret proclamant la Première République en 1792.
- Saint-Germain-des-Prés est dotée d'une décoration évoquant l'histoire de la création littéraire dans le quartier. Des extraits d'œuvres littéraires sont projetés sur la voûte, la station étant dépourvue des habituels panneaux publicitaires. Des vitrines présentent des récits de jeunes talents de la littérature. Ces ornements ont été retirés en raison des travaux préparatoires à l'automatisation de la ligne qui comprennent entre autres la modernisation de certaines stations. En 2022, la station dispose de grandes lettres noires à la place des panneaux bleus normalisés.
- Montparnasse - Bienvenüe associe au nom du quartier qu'elle dessert celui du père du métro de Paris, Fulgence Bienvenüe. Elle a ainsi été naturellement choisie comme lieu d'exposition sur la technologie du réseau et l'histoire littéraire du métro en l'an 2000 lors de son centenaire. De nombreux extraits d'ouvrages citant le métro ornent en particulier le grand couloir de correspondance équipé de tapis roulants.
- Mairie de Montrouge accueille une œuvre artistique contemporaine d'Hugues Reip[33]. En outre, elle a la particularité d'être voûtée au niveau des quais contrairement à l'essentiel des stations édifiées ces dernières décennies.

- Mouton-Duvernet a été la première station rénovée durant les années 1970 avec du carrelage orange caractéristique d'une nouvelle décoration qui a rapidement été surnommée « style Mouton »[34]. Ce style disparaît progressivement des stations l'ayant reçu (dont Mouton-Duvernet elle-même) depuis les années 2000 au profit, à nouveau, du carrelage blanc biseauté, dans le cadre du programme « renouveau du métro ».

- Porte d’Orléans, ancien terminus de la ligne, possède un quai direction Porte de Clignancourt très large. Ceci est dû au comblement de la voie qui revenait de la boucle utilisée avant le prolongement vers Mairie de Montrouge.

Par ailleurs, deux stations possèdent une structure originale : la structure métallique de Cité et Saint-Michel a été montée sur la voirie et foncée dans le sol à leur construction. On accède aux stations par un puits elliptique également métallique. La station Cité présente la particularité d'être éclairée par des globes.

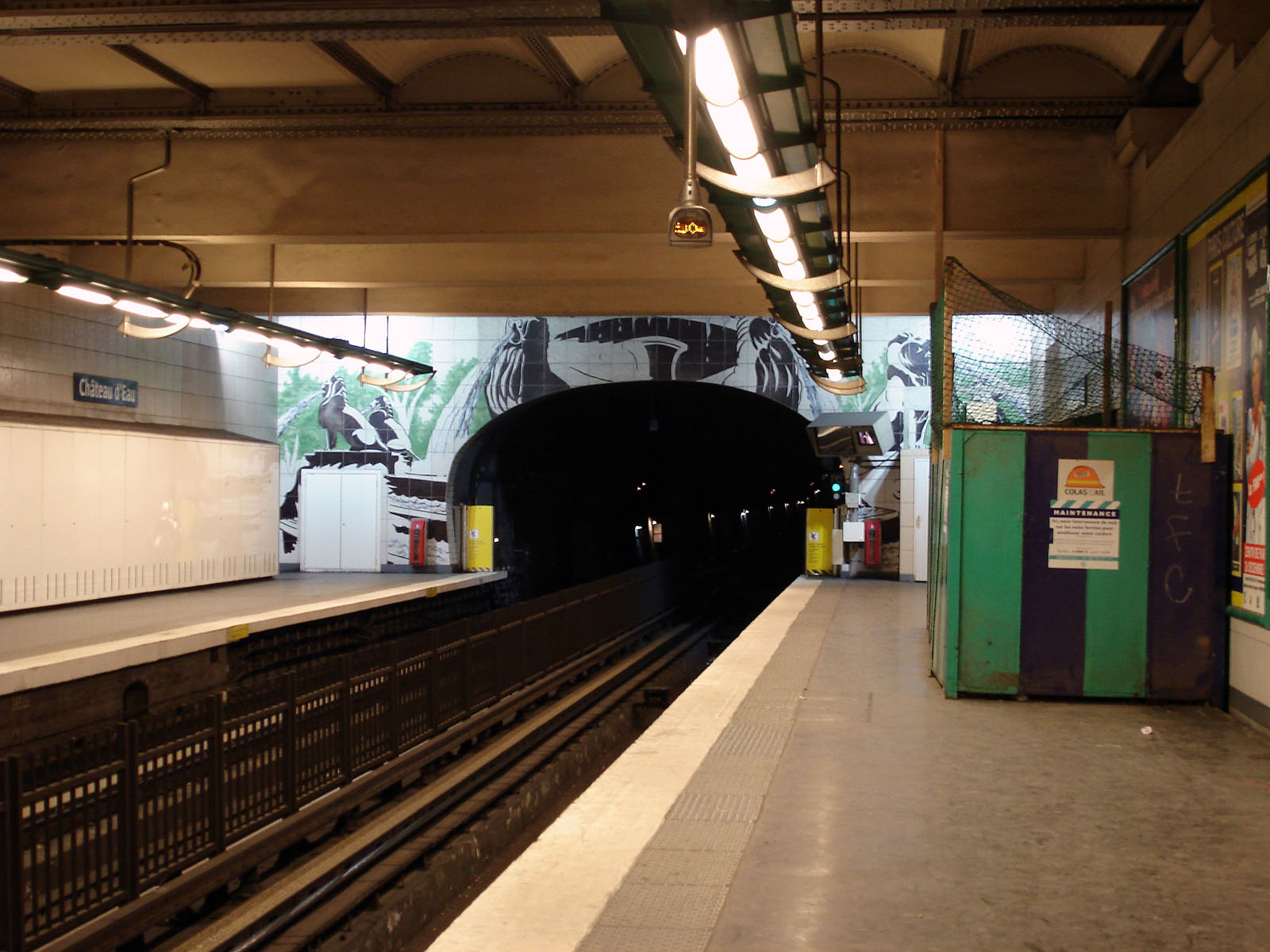
La fresque de la station Château d'Eau, disparue à l'occasion de l'automatisation.
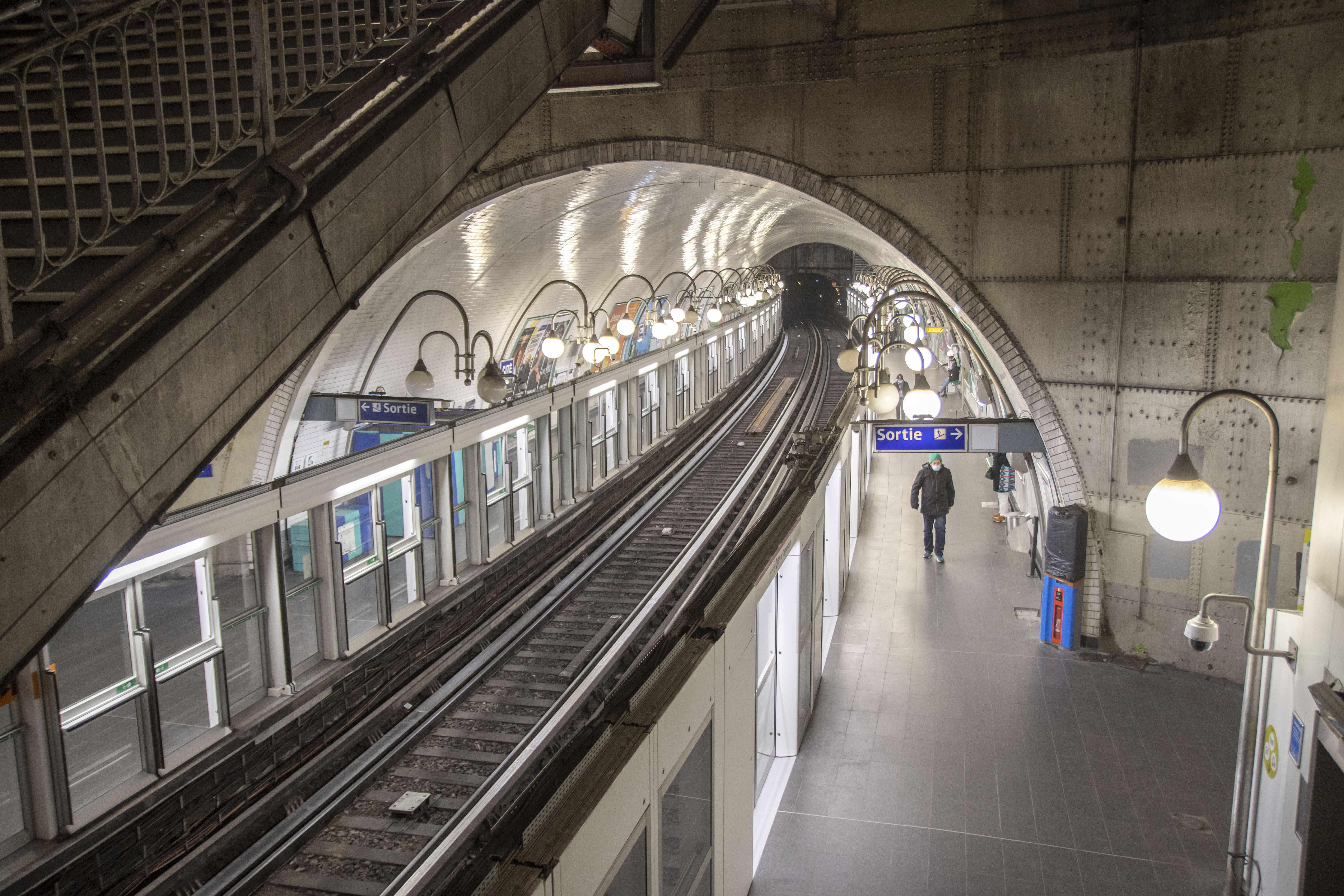
La station Cité.
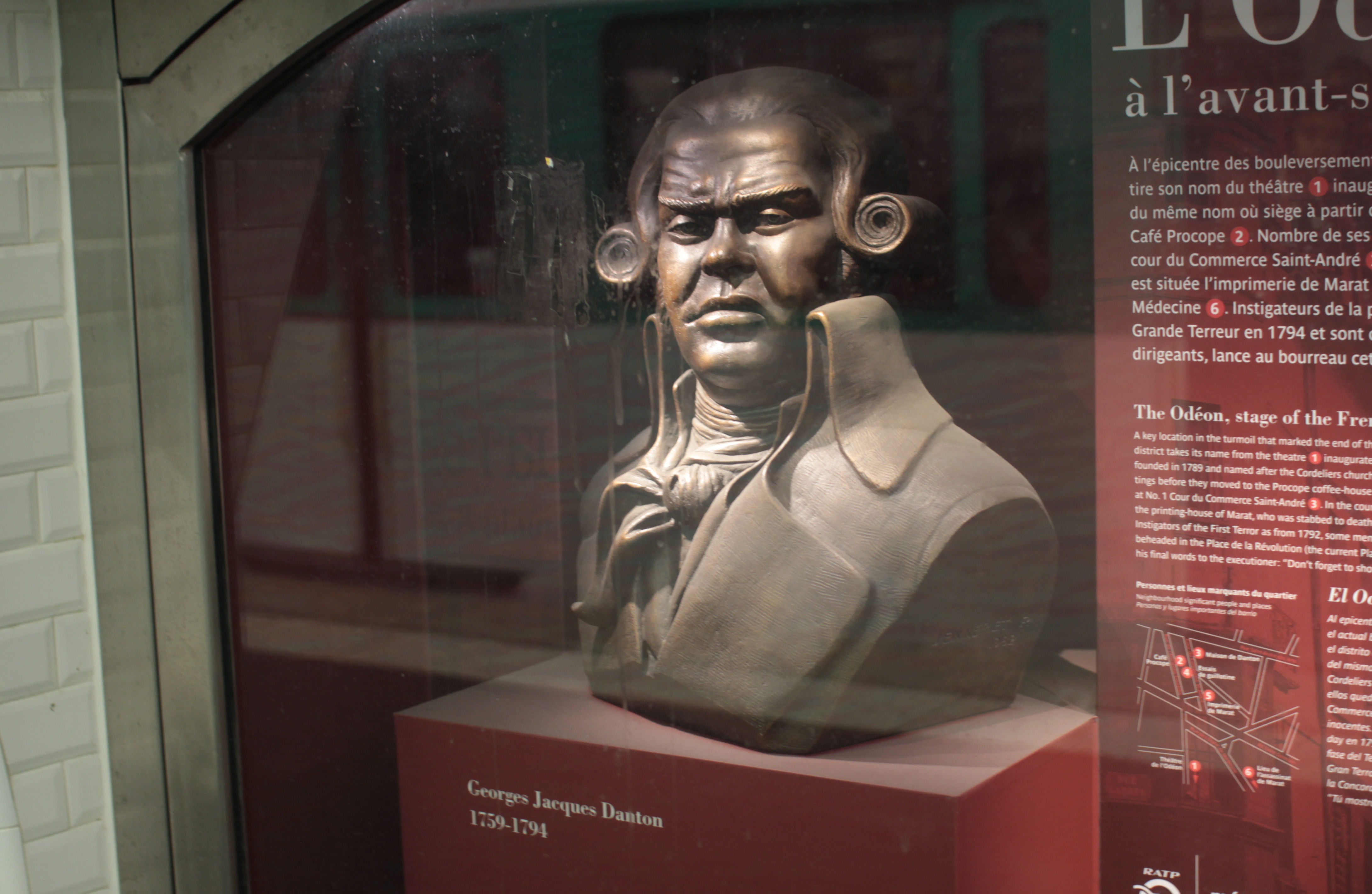
Buste de Danton à la station Odéon.
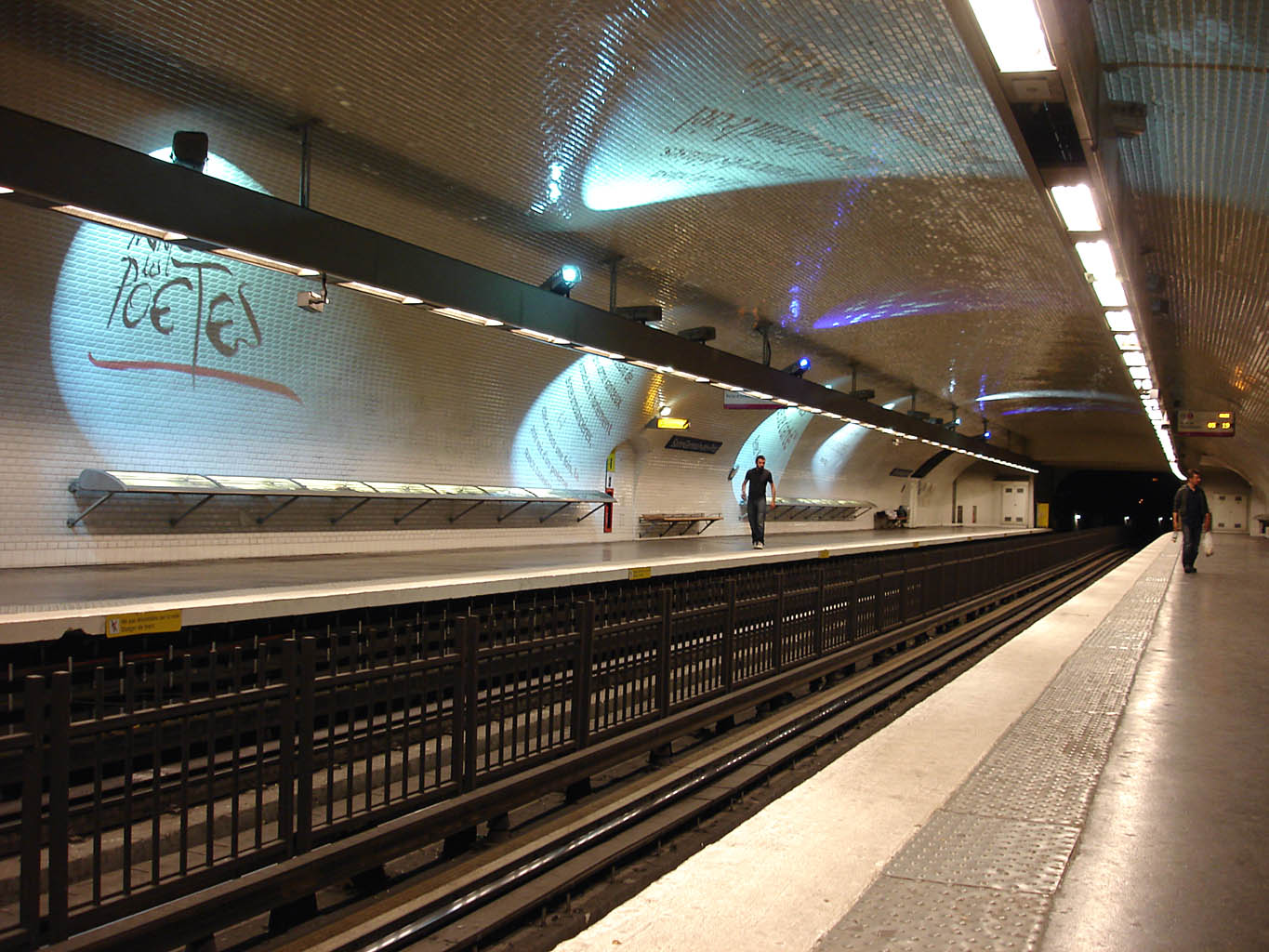
La station Saint-Germain-des-Prés avant modifications à l'occasion de l'automatisation.

### Particularité des stations de la ligne
Au début des années 2000, le système d'information des horaires des prochaines rames (SIEL) a été mis en place sur l'ensemble de la ligne. Les panneaux ont été changés début 2009 par des panneaux plus récents équipés de haut-parleurs indiquant les temps des prochains trains. La ligne 4 est une des rares lignes équipées de fosses anti-suicide entre les rails des stations et de barrières anti-franchissement entre les deux voies.
Le système SIEL a néanmoins été déposé provisoirement dans de nombreuses stations de la ligne du fait des travaux nécessaires à l'automatisation de la ligne.

### Raccordements

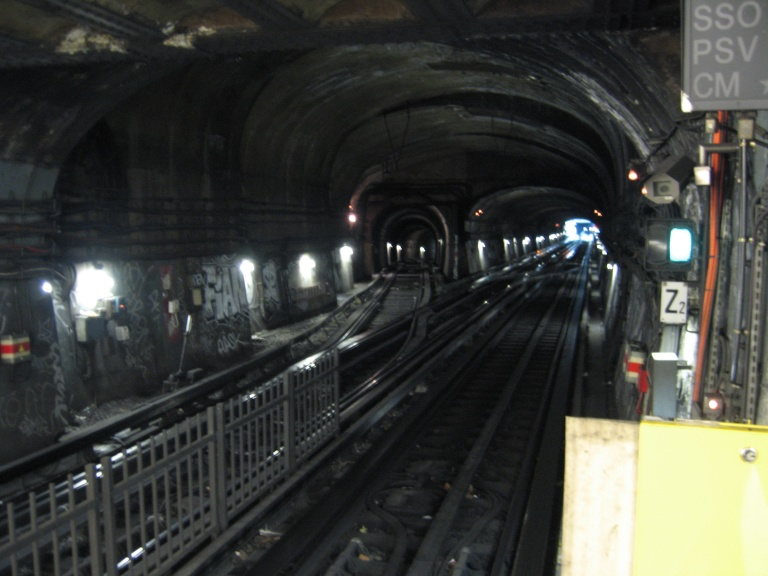
Raccordement avec la ligne 12 à l'ouest de la station Vavin.

La ligne compte quatre raccordements avec le reste du réseau :
- avec la ligne 2 entre les stations Barbès - Rochechouart et Gare du Nord sur la voie 1 direction Bagneux - Lucie Aubrac, en talon. Ce raccordement possède la particularité d'être, avec 750 m de long, le plus long raccordement du réseau[réf. nécessaire]. Il donne aussi accès, par rebroussement, à un raccordement vers la ligne 5 ;
- avec la ligne 10 entre les stations Odéon et Saint-Michel sur la voie 2 direction Porte de Clignancourt, en talon ; le raccordement s'effectue par une voie en impasse : le passage d'une ligne à l'autre impose un rebroussement ;
- avec la ligne 12 à l'entrée de la station Vavin sur la voie 1 direction Bagneux - Lucie Aubrac, en talon ;
- avec la ligne 6 à la sortie de la station Vavin sur la voie 1 direction Bagneux - Lucie Aubrac, en pointe et seul raccordement de la ligne permettant la circulation des rames sur pneumatiques.

### Ateliers
Le matériel roulant de la ligne 4 est entretenu aux ateliers de Saint-Ouen, s'étendant sur une surface de 34 000 m2 et ouverts en 1908. Ils sont raccordés sur l'arrière-gare du terminus et situés sur cette commune juste au nord de Porte de Clignancourt.

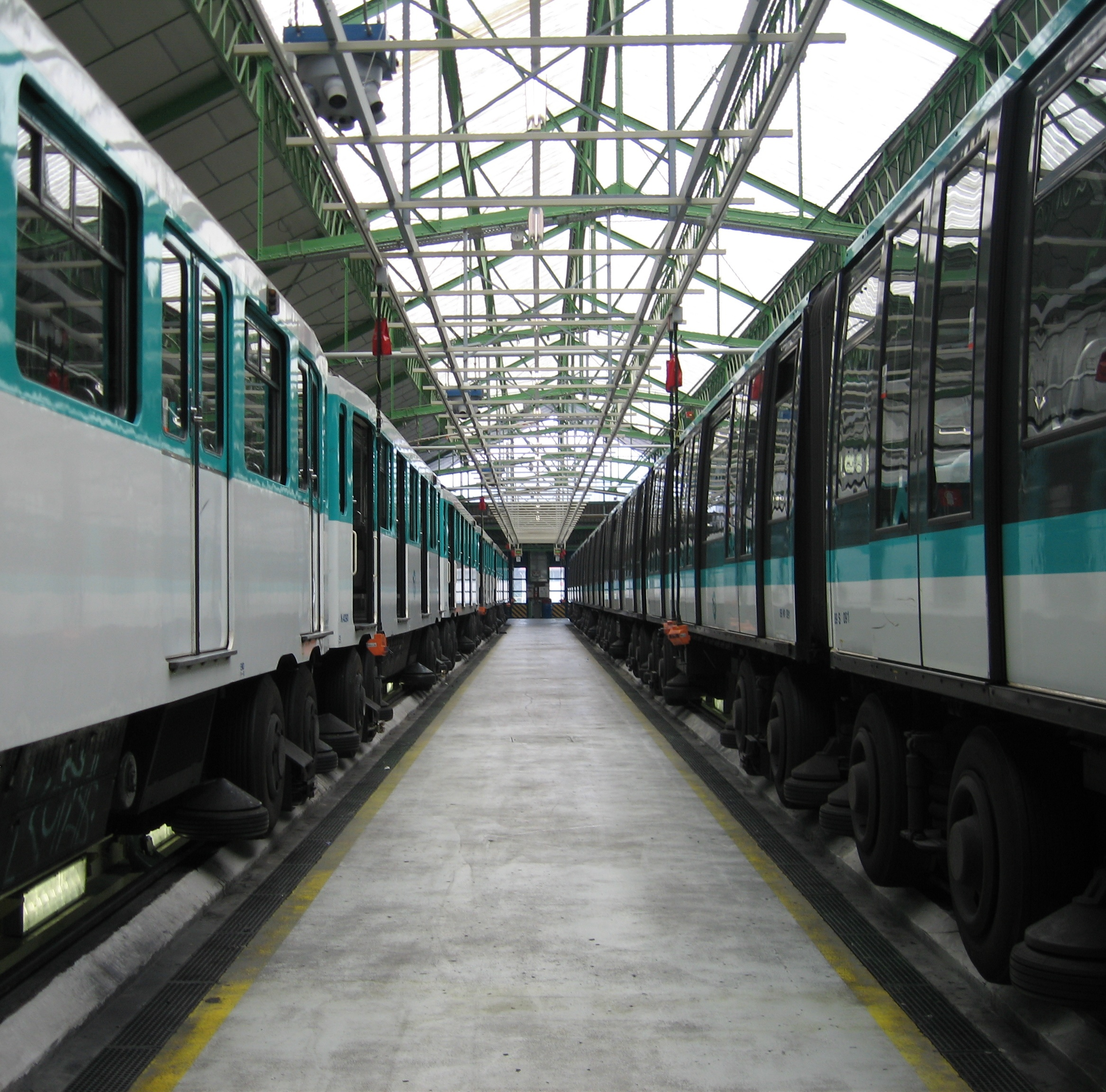
Un MP 59 et un MP 89 CC aux ateliers de Saint-Ouen, en 2009.

Ces ateliers assurent l'entretien courant des rames (AMT) mais également la maintenance lourde et la révision des matériels MF 77 des lignes 7, 8 et 13 ainsi que des véhicules auxiliaires. Ils sont par ailleurs spécialisés dans la révision des équipements électroniques de la totalité des matériels du réseau. En 2007, 60 agents y sont affectés à la maintenance des trains, 220 à la maintenance des équipements.
Un poste de visite (CDT) situé dans l'arrière gare de la station Bagneux - Lucie Aubrac permet de réaliser des opérations de maintenance légère et le dépannage de premier niveau. (Avant le prolongement de la ligne jusqu'à Mairie de Montrouge, cet atelier était situé sur le quai 2 direction Porte de Clignancourt de la station Porte d'Orléans.)
La maintenance lourde et la révision régulière (batteries, bobinages, peintures) du matériel de la ligne 4, comme de tous les matériels sur pneumatiques du réseau, se déroule aux ateliers de Fontenay. Ils sont situés dans le prolongement des voies de la ligne 1 au-delà du terminus Château de Vincennes. Ils se décomposent en deux entités distinctes : un atelier de maintenance pour les rames de la ligne 1 (AMT) et un atelier de révision de l'ensemble des rames sur pneumatiques du métro. L'ensemble qui occupe une surface totale d'environ 39 000 m2 a été modernisé au début des années 1960 pour l'arrivée du matériel MP 59 ; puis les bâtiments ont été reconstruits pour l'arrivée du MP 89 durant les années 1990. Ces ateliers sont également reliés au réseau ferré national via les voies du RER A. Trois cent trente agents sont affectés à cet atelier en 2007.

## Exploitation

### Desserte
En 2022, le parcours complet de la ligne demande environ 36 minutes dans le sens nord-sud et 35 minutes dans l'autre sens, aux heures creuses. Comme sur toutes les principales lignes du métro de Paris, le premier départ a lieu de la tête de ligne à 5 h 30. Mais une première circulation a lieu dans le sens nord-sud au départ de Gare du Nord à 5 h 33 précédant de trois minutes la rame partie de Porte de Clignancourt à 5 h 30 ; de même, une première circulation a lieu dans le sens sud-nord au départ de Montparnasse - Bienvenüe à 5 h 33 également précédant de quatre minutes la rame partie de Bagneux - Lucie Aubrac à 5 h 30.
Le dernier départ a lieu à 0 h 43 en direction de Bagneux - Lucie Aubrac, à 0 h 42 en direction de Porte de Clignancourt et à 1 h 47 et respectivement vers Bagneux - Lucie Aubrac et Porte de Clignancourt dans les deux sens les nuits des vendredis aux samedis, des samedis aux dimanches et des veilles de fête aux jours de fête. L'intervalle moyen entre les rames est de deux à quatre minutes en journée, de cinq à sept minutes en extrême soirée, de six à huit minutes le dimanche matin et de dix minutes les nuits des vendredis aux samedis, des samedis aux dimanches et des veilles de fête aux jours de fête après 0 h 30 (après 1 h 15 les nuits des vendredis aux samedis).

### Matériel roulant
Vers 1930, la ligne 4 est équipée du matériel M4 dit « Sprague ». Ils ne sont remplacés qu'à la transformation de la ligne pour l'accueil du métro sur pneus, après avoir parcouru plus de trois millions de kilomètres.
Le remplacement se fait progressivement entre octobre 1966 et juillet 1967 par des trains MP 59. Lors de l'arrivée en 1997 des MP 89 sur la ligne 1, les MP 59 rénovés de la ligne 1 sont transférés sur la ligne 4, les MP 59 rénovés de la 4 étant transférés, quant à eux, sur la ligne 11, ce qui a eu pour conséquence de faire disparaître les derniers MP 55 de la ligne 11 fin 1998, début 1999 pour le dernier. Les autres MP 59 non rénovés sont réformés. Les rames MP 59 de la ligne 4 sont composées de six voitures (M-N-A-B-N-M). Le parc de la ligne est composé de quarante-sept rames en 2010.
L'automatisation de la ligne 1 à partir de 2011 étant accompagnée d'un nouveau matériel roulant, le MP 05, les MP 89 de cette ligne sont progressivement affectés à la ligne 4 : la première rame (CC01) est mise en service commercial le 23 mai 2011. Les anciens MP 59 sont progressivement réformés au fur et à mesure du transfert des rames. Début février 2012, onze rames de type MP 89 sont en circulation sur la ligne 4.
Le 21 décembre 2012, les derniers MP 59 disparaissent complètement de la ligne, après 45 années d'utilisation sur cette ligne et 49 années depuis leur mise en service sur la ligne 1.
En 2016, il est décidé, à l'échéance 2018-2023, que les rames MP 89 CC iront à leur tour sur la ligne 6 et seront remplacées par trois matériels différents qui cohabiteront sur la ligne 4 : les MP 89 CA et les MP 05 venant de la ligne 14, ainsi que 20 nouveaux MP 14 en version six voitures. Ces projets ont pris beaucoup de retard et en 2021, aucune circulation commerciale d'engins mutés n'avait encore eu lieu.
Finalement, le 12 septembre 2022, les quatre premières rames automatiques ont été mises en service. Depuis, des MP 89 CA, MP 05 et MP 14 circulent sur la ligne, en même temps que les MP 89 CC. Les dernières MP 89 CC quittent la ligne le 15 décembre 2023.

### Le personnel d'exploitation

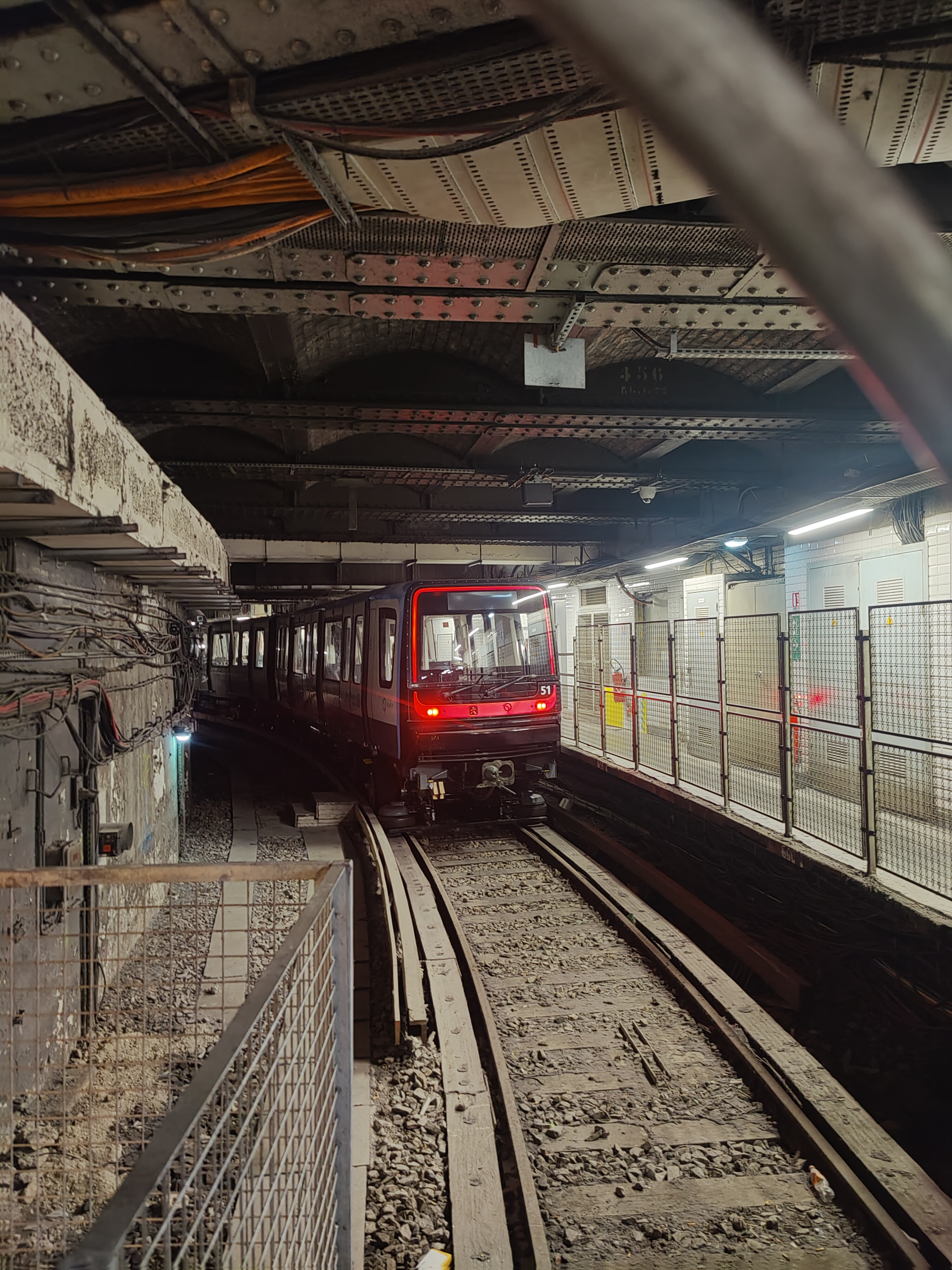
Rame MP 14 CA de test (no 51), stationnée sur la voie de garage de la station Porte d'Orléans.

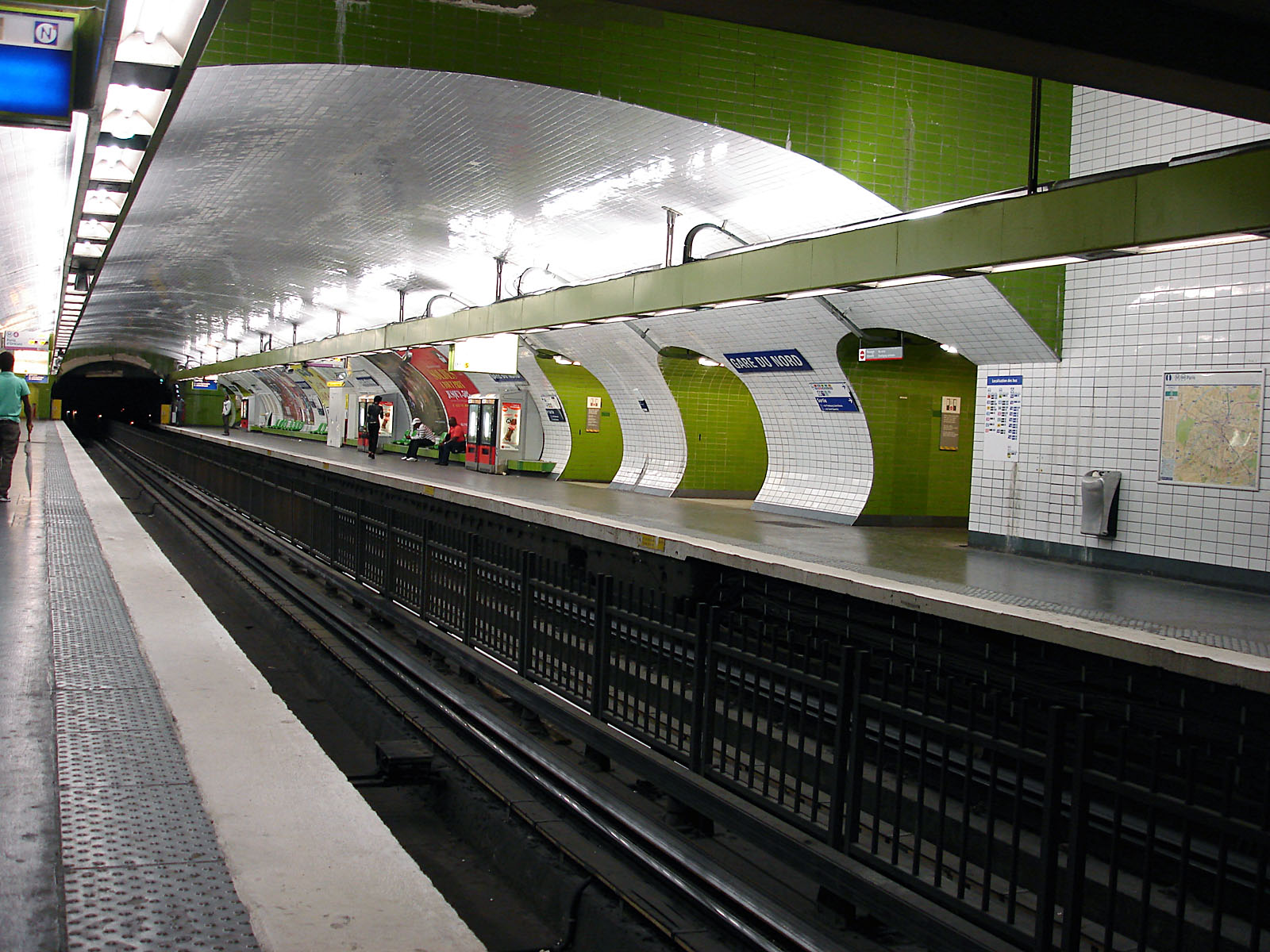
La station Gare du Nord.

On distingue deux catégories de personnel : les agents de station et les agents de conduite.
Les agents de station ont pour mission de tenir la caisse, aider les clients sur les automates de vente, veiller à l'état des installations, effectuer le service après-vente des titres de transports, gérer les objets trouvés et assurer la sécurité des personnes et des biens. Quelques agents sont par ailleurs détachés pour la durée du service afin d'assurer les relèves de caisses. Les agents de station doivent assurer, chaque année, des jours de contrôle des titres de transport[source insuffisante]. Les conducteurs assurent la marche des rames. Le service est assuré sur trois roulements de travail (matin, après-midi, nuit)[source insuffisante].

### Tarification et financement
La tarification de la ligne est identique à celle en vigueur sur tout le réseau du métro. Un ticket « métro-train-RER », qui remplace le ticket t+ au 1er janvier 2025, permet un trajet simple quelle que soit la distance, avec une ou plusieurs correspondances possibles avec les autres lignes de métro, de Transilien ou de RER pendant une durée maximale de 1 h 30 entre la première et dernière validation. En revanche, un ticket « métro-train-RER » ne permet pas d'emprunter les bus et les tramways, à l'exception des lignes « Tram Express » à titre temporaire.
Le financement du fonctionnement de la ligne (entretien, matériel et charges de personnel) est assuré par l'exploitant. Cependant, les tarifs des billets et abonnements sont limités par choix politique et leur montant ne couvre pas les frais réels de transport. Le manque à gagner est compensé par l'autorité organisatrice, Île-de-France Mobilités, présidée depuis 2005 par le président du conseil régional d'Île-de-France et composé d'élus locaux. Elle définit les conditions générales d'exploitation, ainsi que la durée et la fréquence des services. L'équilibre financier du fonctionnement est assuré par une dotation globale annuelle aux transporteurs de la région grâce au versement mobilité payé par les entreprises et aux contributions des collectivités publiques.

### Trafic
La ligne 4 a été un temps la ligne la plus chargée du réseau parisien, jusqu'à ce que la ligne 1 la dépasse à partir de 1997. De 1992 à 2004, le trafic est en augmentation de 3,7 %, ce qui ne place la ligne qu'en neuvième position en termes de croissance sur le réseau (hors ligne 14). Cette faible croissance s'explique, pour la ligne 4 elle-même ou globalement pour le réseau du métro, en partie par d'importants reculs de fréquentation lors des mises en service du RER B à Saint-Michel - Notre-Dame en 1988, du RER D en 1995 ainsi que du RER E en 1999.
| Année                              | 1995  | 1996  | 1997  | 1998  | 1999  | 2000  | 2001  | 2002  | 2003  | 2004  | 2009 | 2010  | 2012  | 2014  | 2016  | 2018  | 2019  | 2020 | 2021 | 2022 | 2023  | 2024 |
| Nombre de voyageurs (en millions), | 122,5 | 133,5 | 130,9 | 135,7 | 135,1 | 131,9 | 139,8 | 134,9 | 138,1 | 154,1 | 172  | 173,9 | 174,4 | 163,6 | 157,9 | 152,2 | 158,5 | 79,7 | 106  | 138  | 151,8 | 161  |

Les stations les plus fréquentées desservies par la ligne sont par ordre décroissant (en trafic annuel, toutes lignes incluses) : Gare du Nord (36,49 millions de voyageurs), Montparnasse - Bienvenüe (29,46 millions), Gare de l'Est (15,66 millions), Châtelet (12,84 millions), Les Halles (12,63 millions), Barbès — Rochechouart (9,14 millions), Strasbourg — Saint-Denis (8,76 millions). En 1998, le trafic quotidien atteint 463 974 voyageurs en moyenne chaque jour ouvré, 361 313 le samedi et 209 955 le dimanche. En 2003, le trafic annuel atteint 137 939 350 voyageurs, avec un trafic quotidien de 458 148 voyageurs en moyenne chaque jour ouvré, 374 501 le samedi et 241 681 le dimanche. En 2009, le trafic annuel est de 172 millions de voyageurs, soit 24,5 % d'augmentation en six ans. Le trafic d'un jour ouvré normal atteint 674 000 voyageurs en 2010, 676 000 en 2011 et 740 000 en 2012.

## Prolongements envisagés

### Prolongement au sud
En mars 2018, avant l’inauguration du prolongement de la ligne 4 jusqu’à Bagneux, le maire de la commune a proposé d’étendre la ligne au-delà, vers la gare de Robinson, avec une possible continuation jusqu’à Châtenay-Malabry et même la gare TGV et la station de la ligne 18 à Massy-Palaiseau dans l’Essonne. Ce projet, visant à désengorger le RER B dans sa partie sud, a fait l’objet d’une lettre adressée le 22 mars 2018 à Valérie Pécresse, présidente du conseil régional d’Île-de-France, par les maires de Bagneux et des communes voisines pour engager des études,.
Le tracé envisagé combine un tronçon souterrain et aérien (le long des voies du RER B à partir de la rue du Port Galand) reliant le terminus actuel Bagneux - Lucie Aubrac à la gare RER de Bourg-la-Reine. Ensuite, la ligne réutiliserait l’infrastructure du RER B entre Bourg-la-Reine et Robinson, après des aménagements pour l’adapter aux standards du métro. Une extension supplémentaire par un tunnel sous l’avenue Roger-Salengro rejoindrait la station « Théâtre La Piscine » du tramway T10 à Châtenay-Malabry. Une étude plus ambitieuse explore un prolongement jusqu’à Massy-Palaiseau, supprimant la branche du RER B entre Bourg-la-Reine et Robinson pour rediriger tout le trafic vers la branche principale sud en direction de Saint-Rémy-lès-Chevreuse (Yvelines).
Le 26 juin 2025, le ministre des Transports, Philippe Tabarot, a exprimé son soutien à une extension jusqu’à Châtenay-Malabry, voire Massy-Palaiseau, lors d’une rencontre avec les maires du Plessis-Robinson et de Châtenay-Malabry. Ce projet vise à renforcer le maillage des transports en commun dans le sud des Hauts-de-Seine et à réduire la saturation du RER B. Dans le cadre du Contrat de plan État-Région (CPER) 2023-2027 et du schéma directeur de la région Île-de-France - environnemental (SDRIF-E), des crédits ont été alloués pour une étude de faisabilité jusqu’à Châtenay-Malabry. Une analyse plus large, incluant Massy-Palaiseau, pourrait bientôt être lancée. Le démarrage officiel des études pour une quinzaine de prolongements de lignes de métro, dont celui-ci, est prévu pour juillet 2025 par la région, Île-de-France Mobilités et la préfecture de région,.

### Prolongement au nord
Un prolongement de la ligne jusqu'à Mairie de Saint-Ouen (correspondance avec les lignes 13 et 14), puis jusqu'aux docks de Saint-Ouen était inscrit à la phase 1 (horizon 2007-2013) du projet de schéma directeur de la région Île-de-France (SDRIF), adopté par délibération du conseil régional d'Île-de-France le 25 septembre 2008, mais jamais rendu exécutoire.
Cette extension a fait partie des solutions étudiées en 2009 par le STIF pour désaturer la ligne 13. Cependant le schéma de principe relatif à la désaturation de la ligne 13 publié en 2011 a estimé qu'un prolongement de la ligne 4 vers Saint-Ouen, bien qu'attractif pour les Audoniens désirant rejoindre Paris, n'aurait eu qu'un effet marginal sur la ligne 13, en plus d'être limité à la seule branche en direction de Saint-Denis. C'est donc le prolongement de la ligne 14 jusqu'à Mairie de Saint-Ouen qui lui a finalement été préféré.
Le projet, qui ne fait l'objet d'aucune étude détaillée, ni d'un plan de financement, n'est plus inscrit dans le SDRIF adopté par le conseil régional d'Île-de-France le 18 octobre 2013 et approuvé par décret après avis du Conseil d'État le 27 décembre 2013.
Le 12 juin 2023, Karim Bouamrane, président du conseil de surveillance de la Société du Grand Paris et maire de Saint-Ouen-sur-Seine, indique avoir obtenu un accord de principe pour des études sur le prolongement de la ligne 4 au nord[source secondaire souhaitée].

## Tourisme

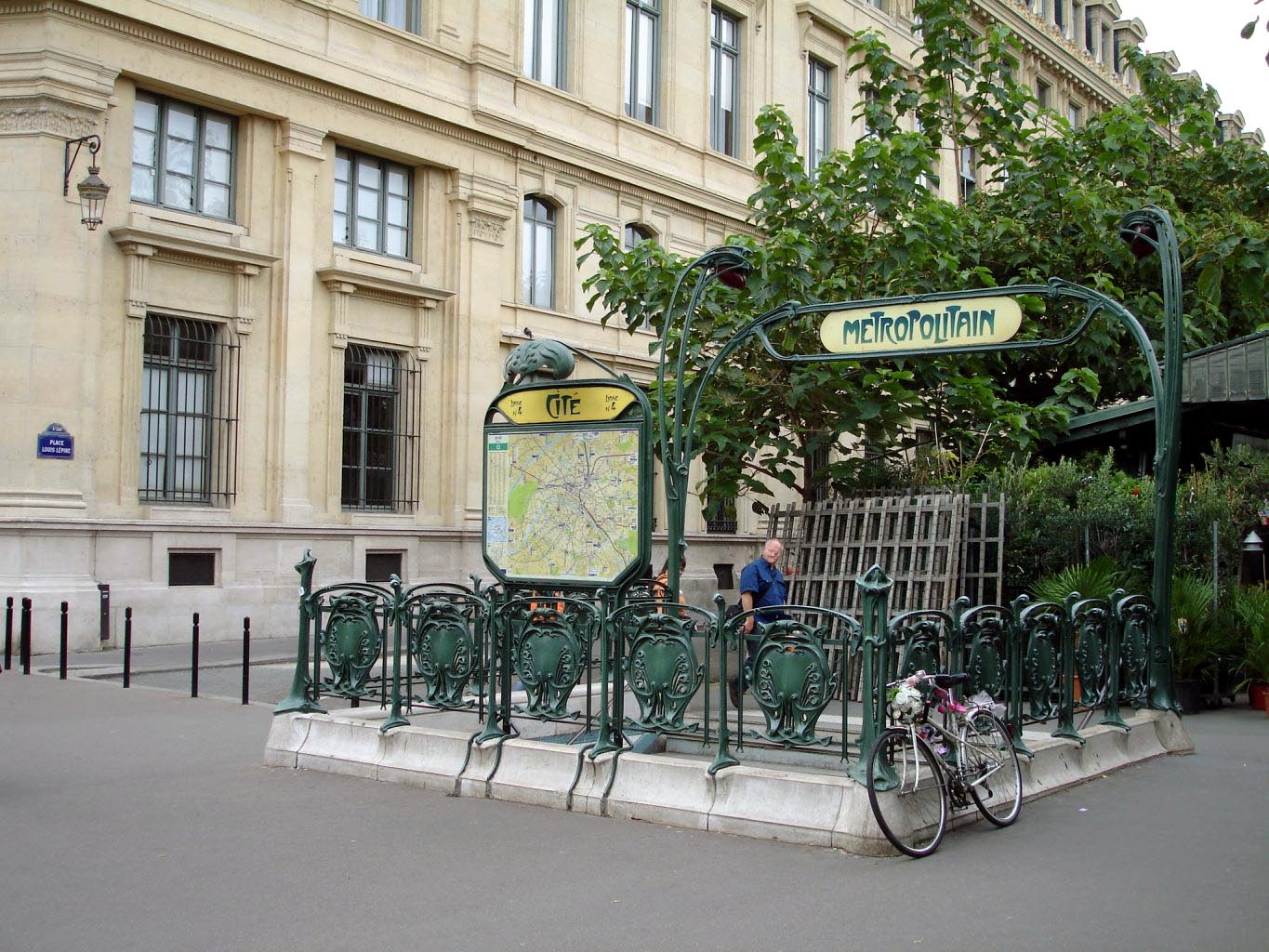
L'édicule Guimard de la station Cité sur la place Louis-Lépine, devant le marché aux fleurs Reine-Elizabeth-II.

La ligne 4 dessert la gare du Nord, la gare de l'Est et la gare Montparnasse. Elle traverse des quartiers touristiques et des secteurs très animés de la ville parmi lesquels on peut citer (du nord au sud) :
- le quartier des Puces de Saint-Ouen, à proximité de la porte de Clignancourt ;
- le quartier Château Rouge où se trouve un grand marché exotique fréquenté par de très nombreux Africains affluant de toute l'Île-de-France ;
- le quartier populaire de Barbès où se trouvent des commerces d'importation au cœur du quartier de la Goutte-d'Or ;
- le forum des Halles et le quartier des Halles (station Les Halles) ;
- la place du Châtelet et son quartier (station Châtelet) ;
- l'île de la Cité, avec la cathédrale Notre-Dame de Paris, le palais de Justice, la Conciergerie et la Sainte-Chapelle (station Cité) ;
- le quartier Saint-Michel et une partie du Quartier latin ;
- l'église Saint-Sulpice (station Saint-Sulpice) ;
- le Palais du Luxembourg - où siège le Sénat - et le Jardin du Luxembourg ;
- le quartier du Montparnasse ;
- la place Denfert-Rochereau où l'on peut visiter les catacombes de Paris (station Denfert-Rochereau).

Bien que la ligne desserve des quartiers très touristiques, elle est considérée par certains de ses usagers comme une ligne peu agréable à parcourir. En plus de son parcours entièrement souterrain, c'est la ligne la plus lente du réseau et elle souffre d'un certain inconfort (chaleur excessive notamment en été) ainsi que d'une impression globale de saleté et d'insécurité, au vu notamment de sa très grande fréquentation. Enfin, les agressions de personnes y sont de loin les plus fréquentes du réseau, qu'il s'agisse des vols, avec ou sans violence, ou des menaces et violences (hors vols).